# Paasei

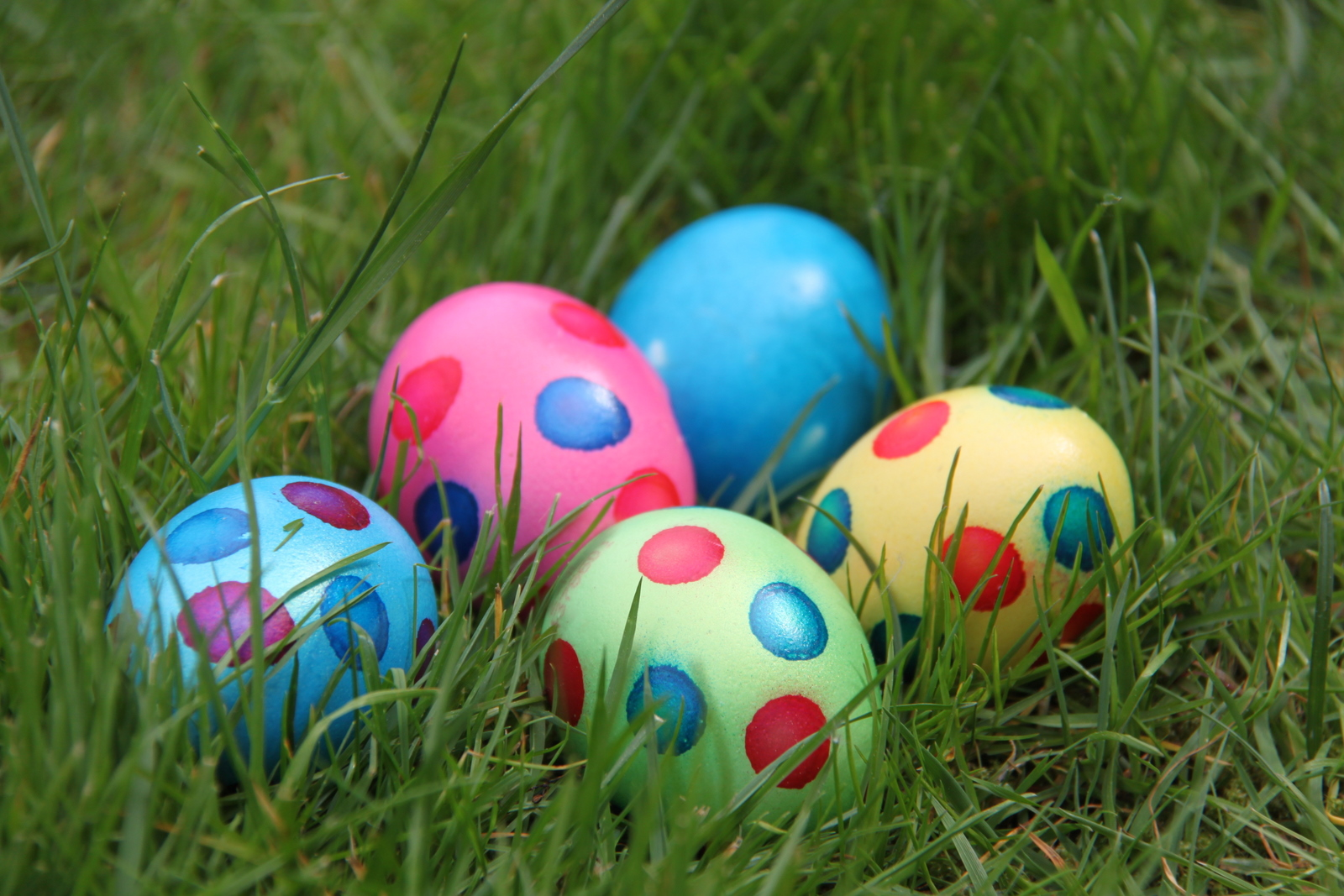
Paaseieren

Een paasei is een versierd ei of chocolade-ei, dat op sommige plaatsen met Pasen wordt verstopt voor kinderen die de eieren nadien mogen zoeken. Het verstoppen stamt uit de Germaanse traditie om eieren, als symbool van vruchtbaarheid, in akkers te begraven zodat deze akkers op hun beurt vruchtbaar zouden worden.

## Versieren

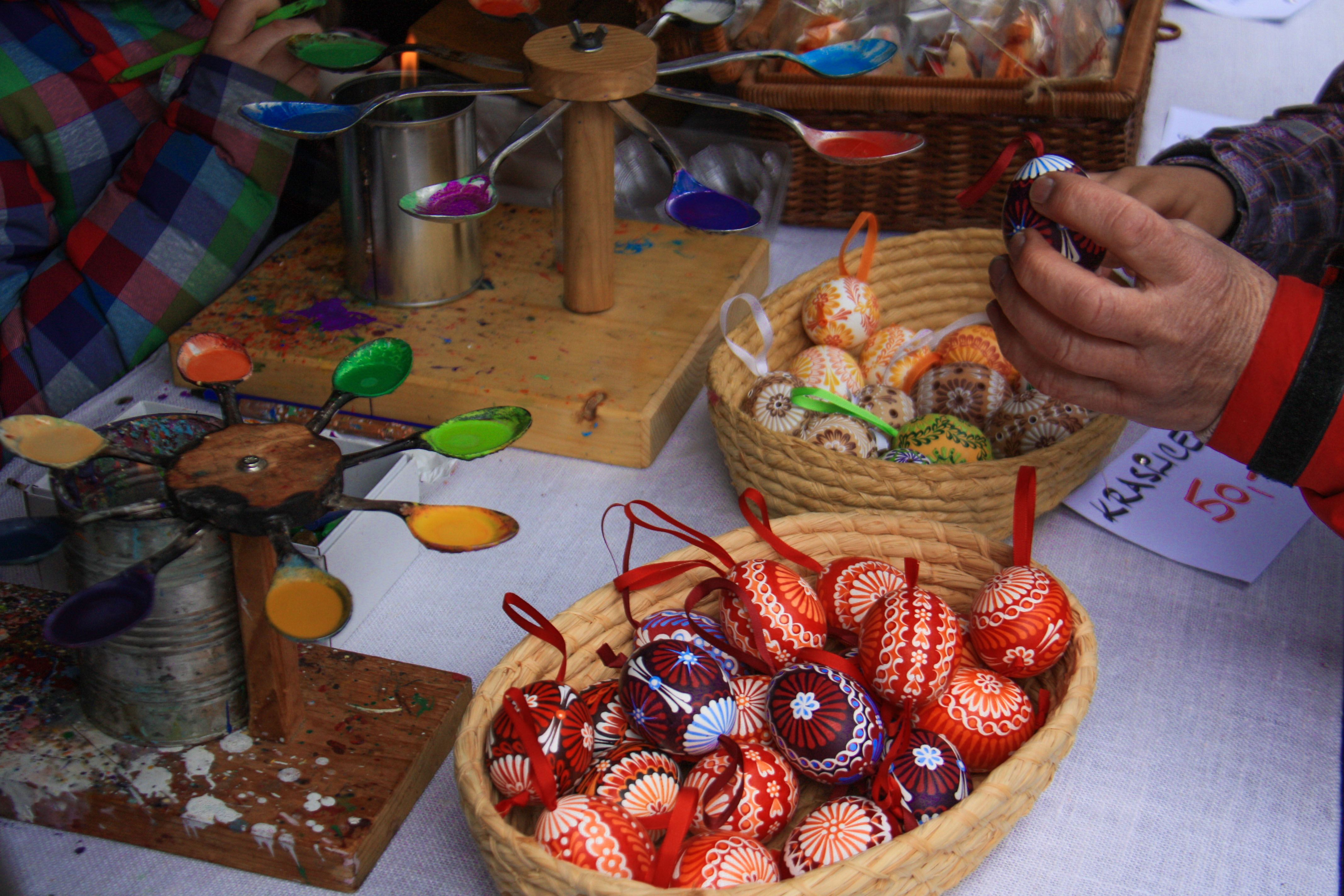
Een apparaat om gekleurde was mee op te warmen, met de was worden de eieren beschilderd in Tsjechië

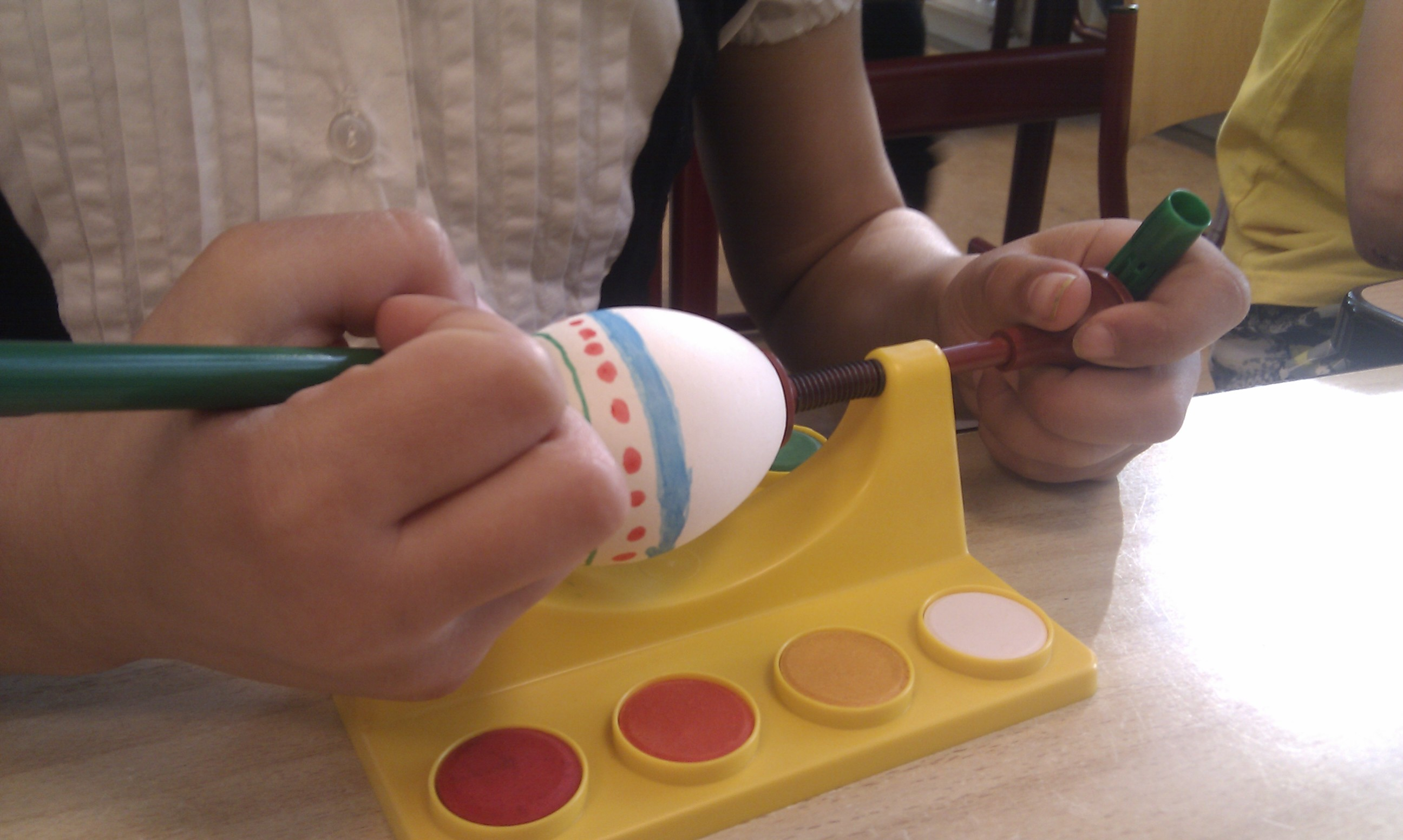
Eieren versieren met een eierverfmolen

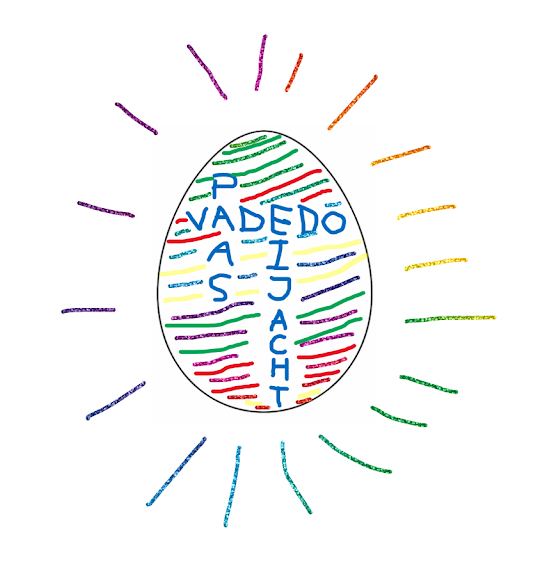
Paasei getekend met computersoftware

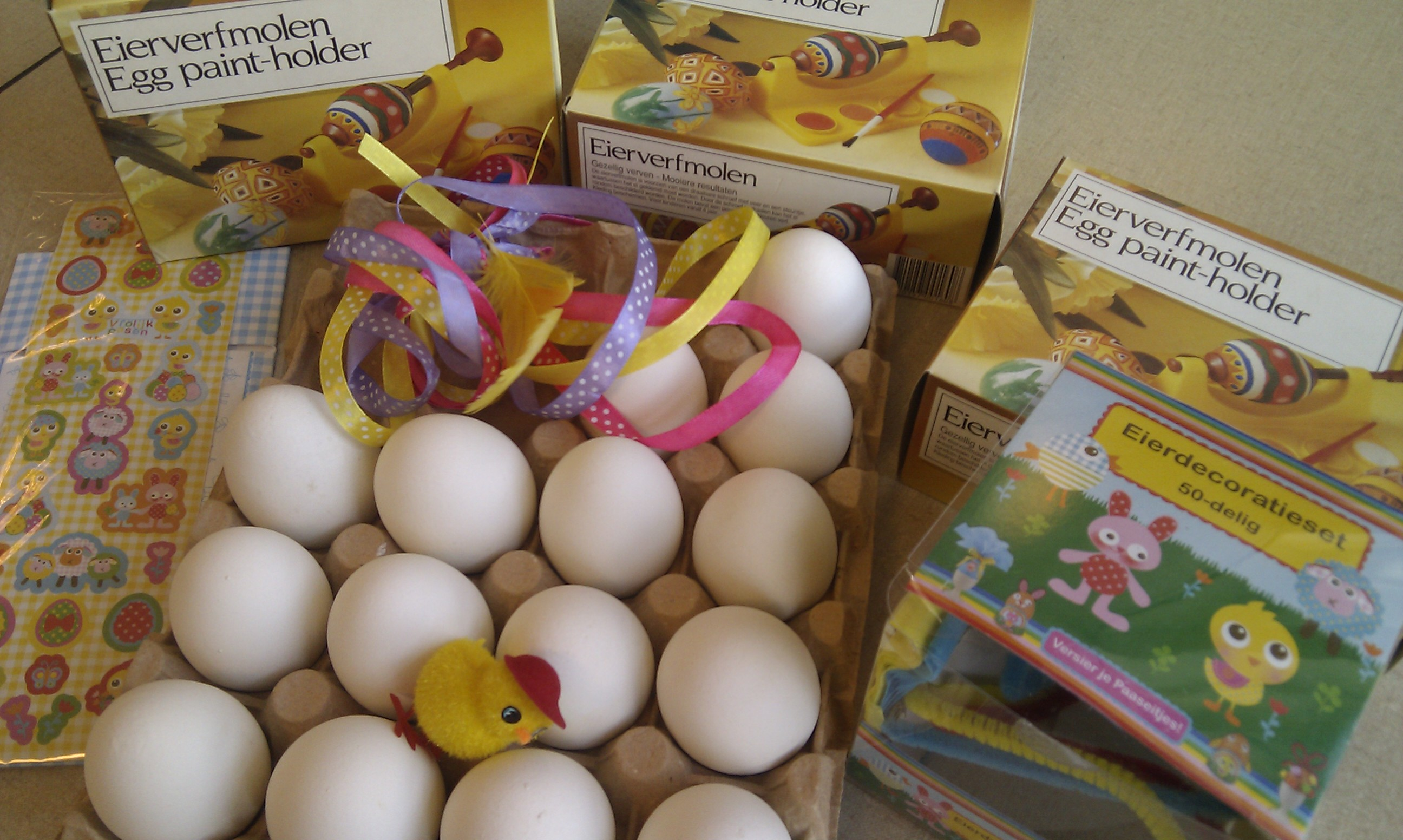
Eieren met versiermaterialen

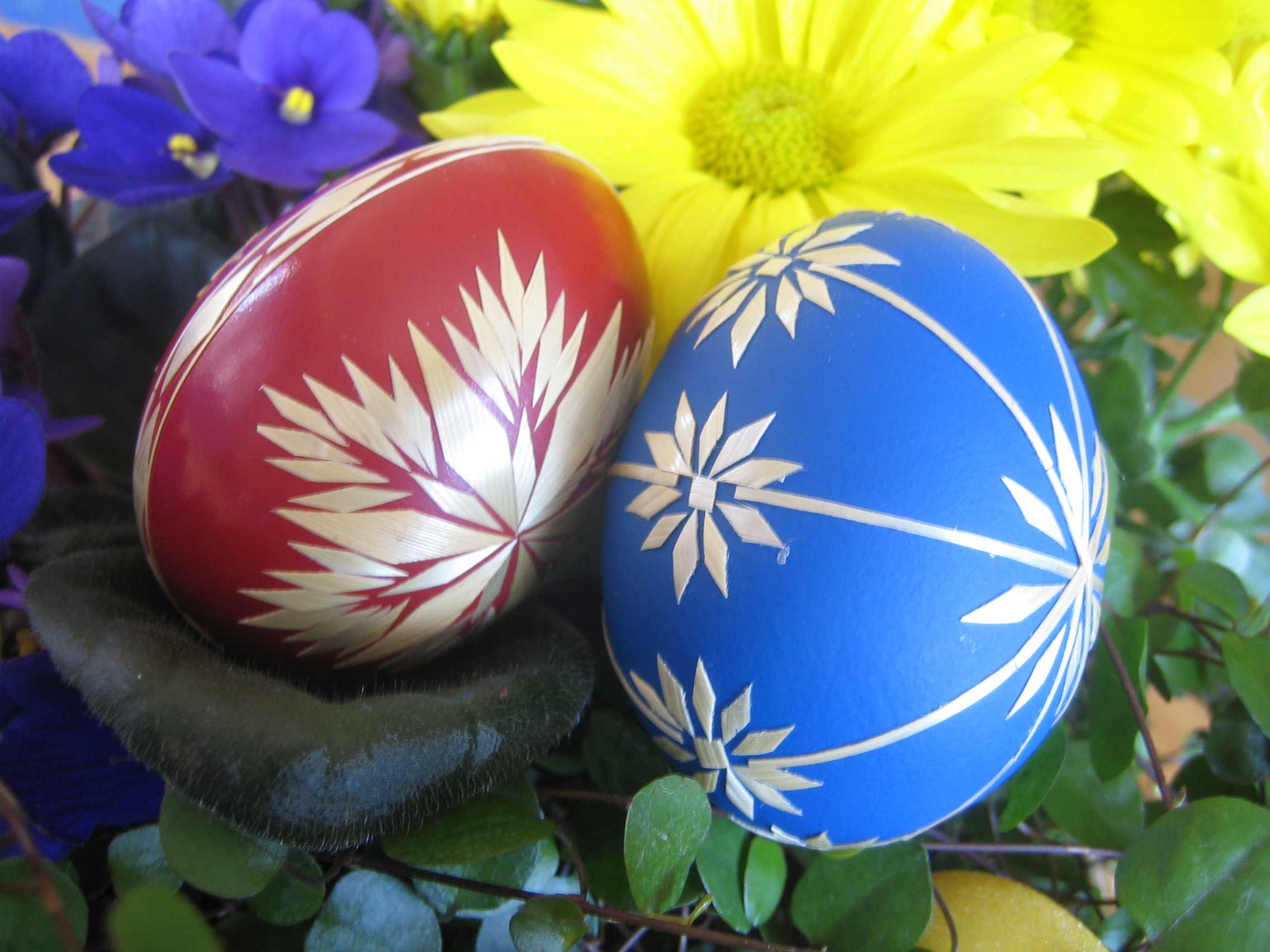
Paaseieren beplakt met stro, Noorwegen

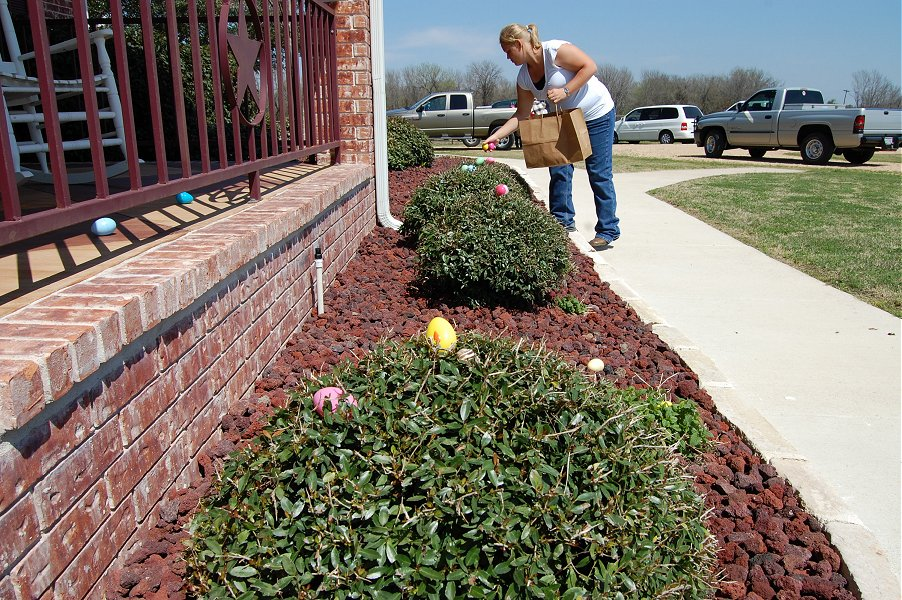
Eieren verstoppen

Paaseieren kunnen op vele manieren worden versierd. Bijvoorbeeld door het ei te beschilderen met verf. Het versieren van eieren kan gedaan worden met behulp van een eierverfmolen.
Soms worden bepaalde delen afgeplakt en krijgen daardoor geen (of een andere) kleur, dit kan met behulp van was (bijvoorbeeld bij pisanka) of andere materialen (zoals papier, touw, bladeren). Een andere manier van versieren is beplakken (met bijvoorbeeld stro) of krassen. 
Daarnaast komen paaseieren voor die voor het versieren zijn uitgeblazen. Een soort versiering is perforeren van de schaal, het komt ook voor dat er geborduurd wordt met behulp van de perforaties. 

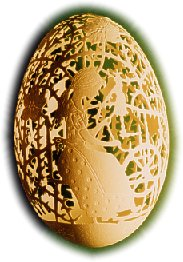
Geperforeerd paasei met een afbeelding van Assepoester, Duitsland
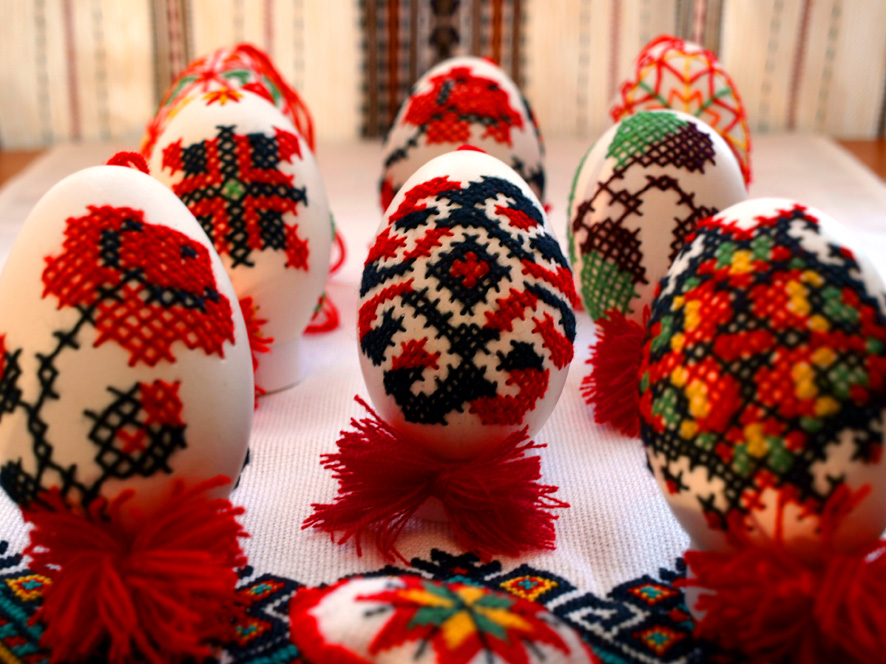
Geborduurde paaseieren uit Oekraïne
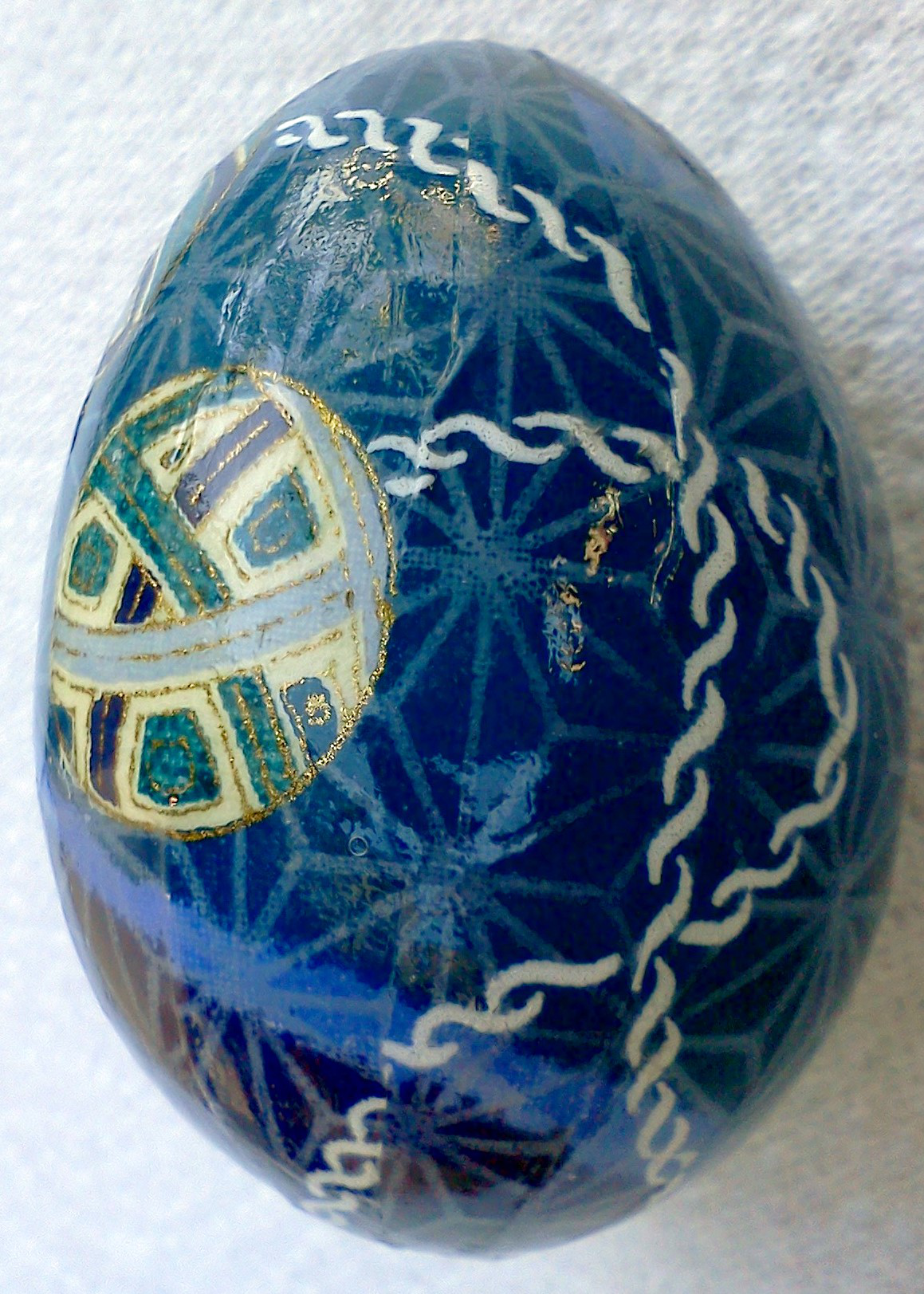
In Japan worden washi-eieren gemaakt voor pasen, het washi-papier wordt op het ei geplakt voor deze geverfd worden
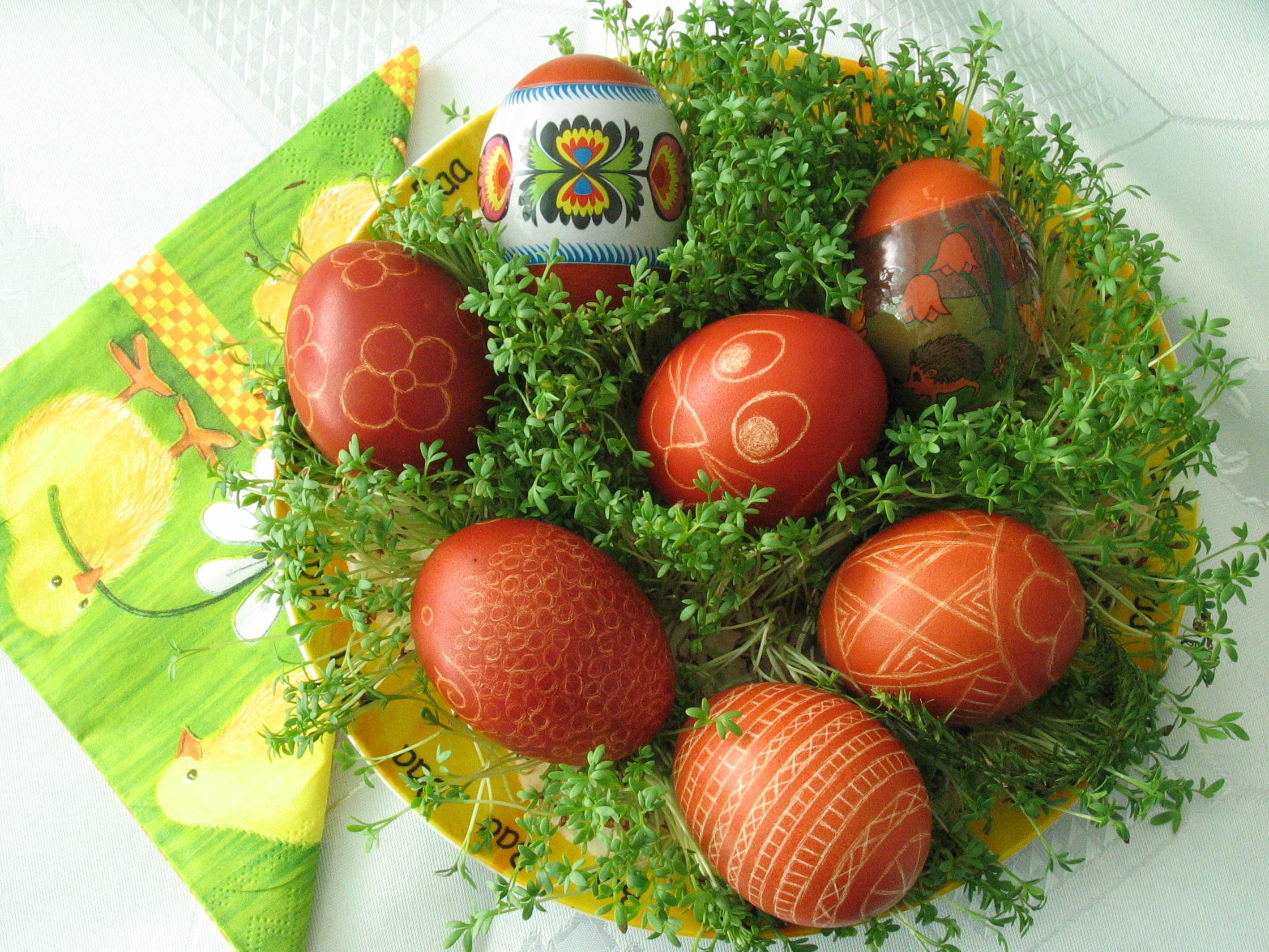
Paaseieren uit Polen, waarvan enkele met behulp van krassen zijn versierd
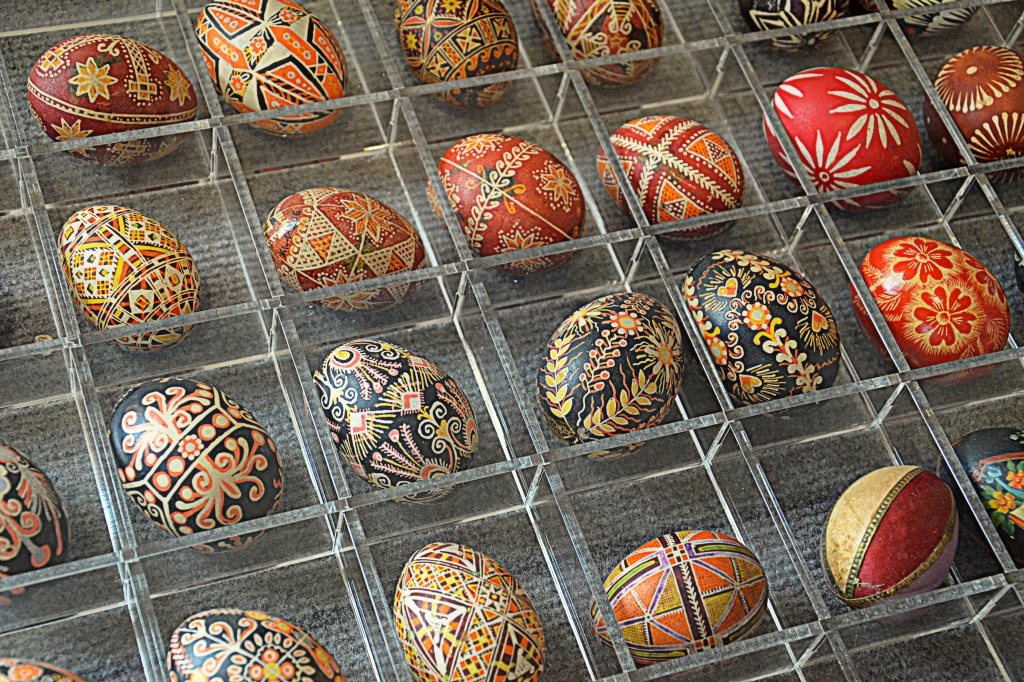
Paaseieren uit de Karpaten met traditionele versiering
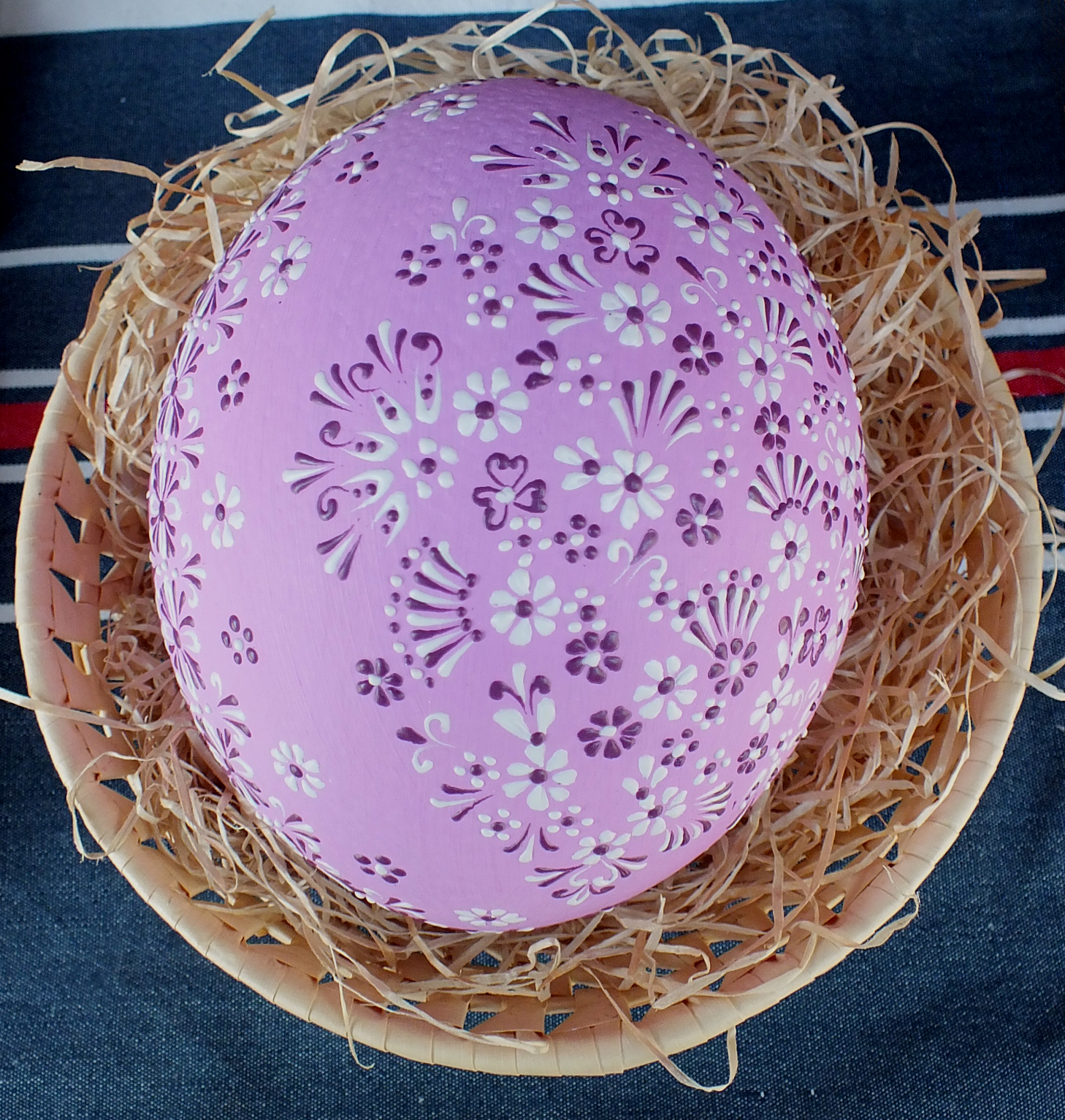
Struisvogel-paasei uit Tsjechië
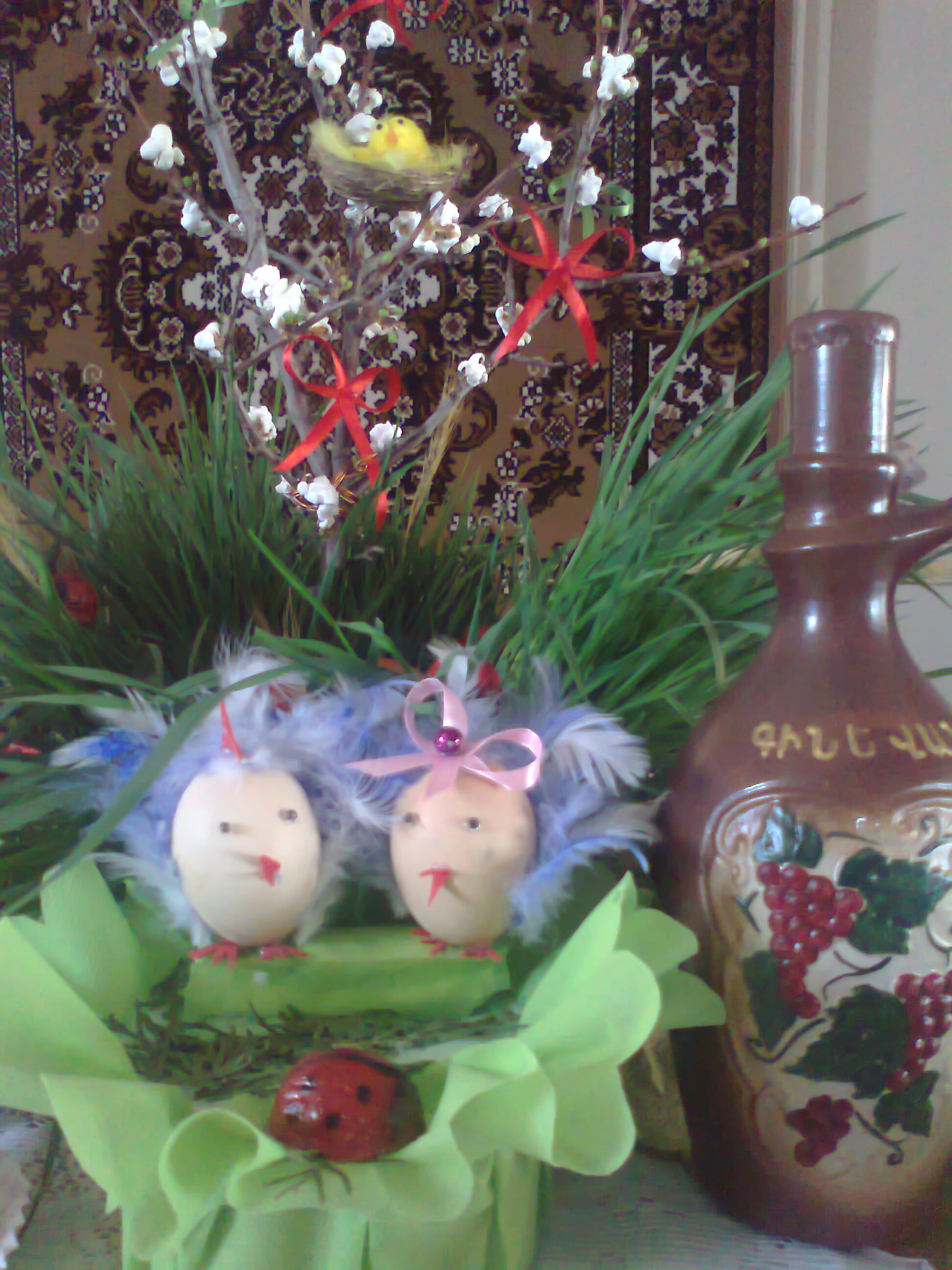
Paaseieren in Armenië
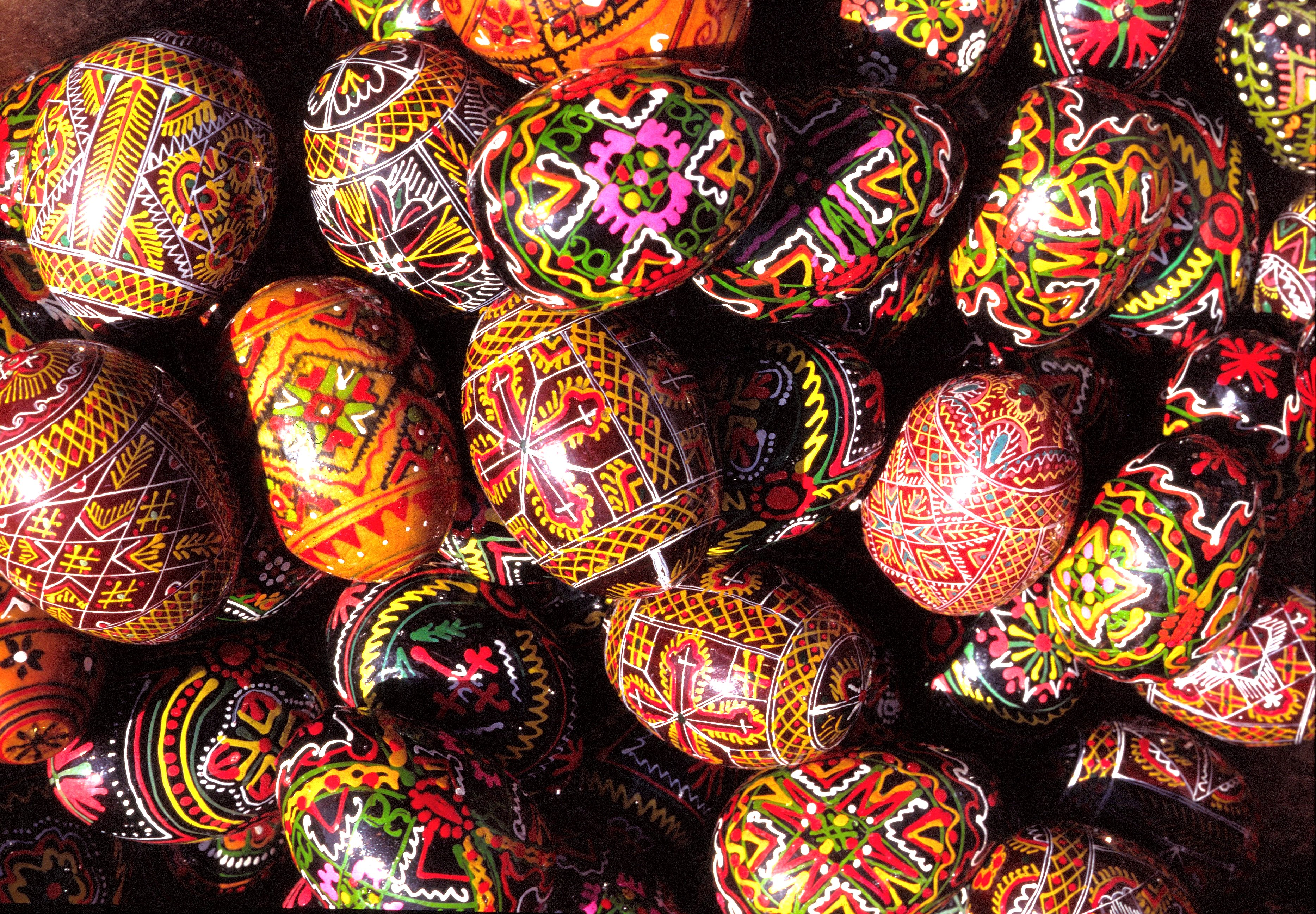
Paaseieren uit Griekenland
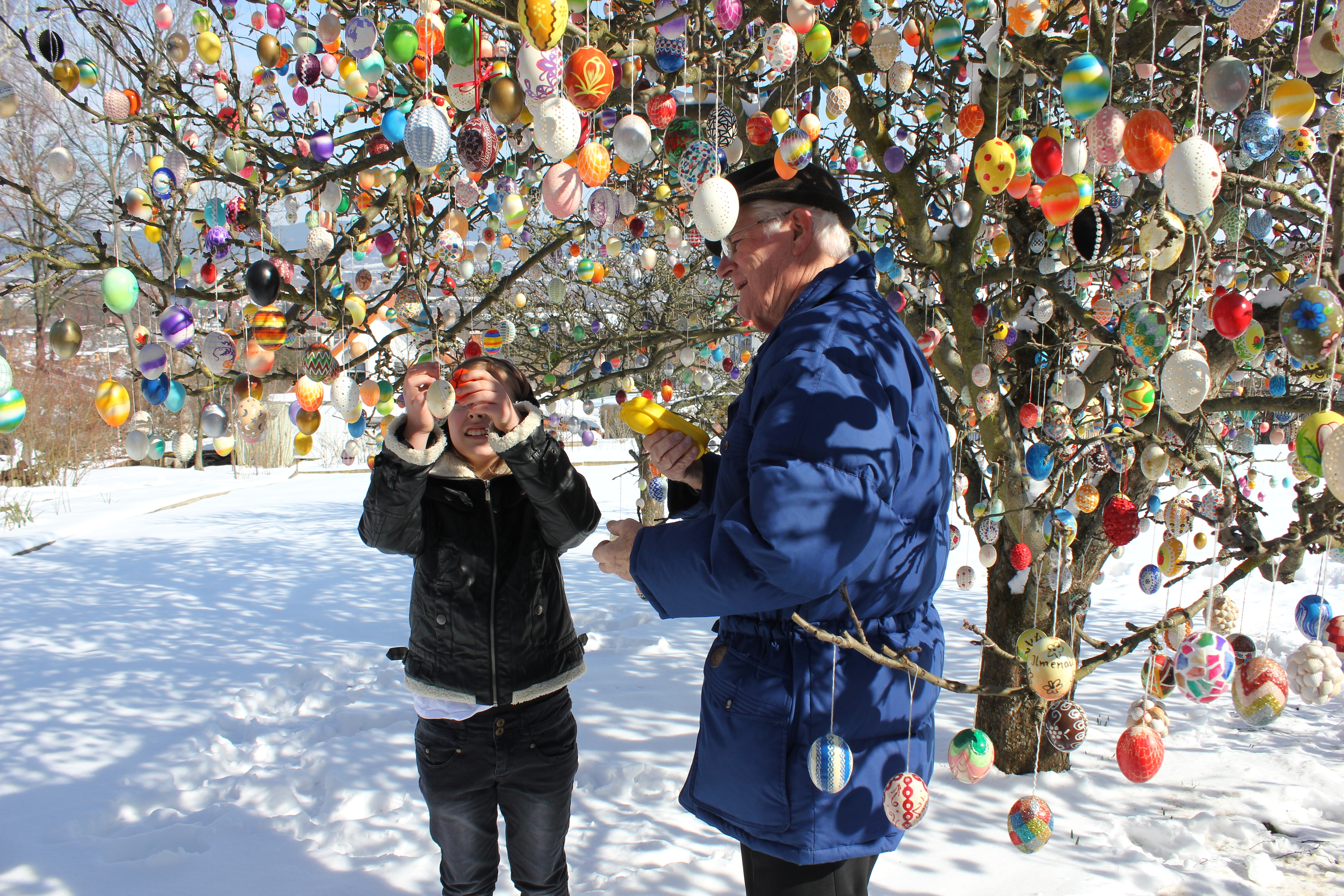
Paaseieren in een boom in Saalfeld, Duitsland
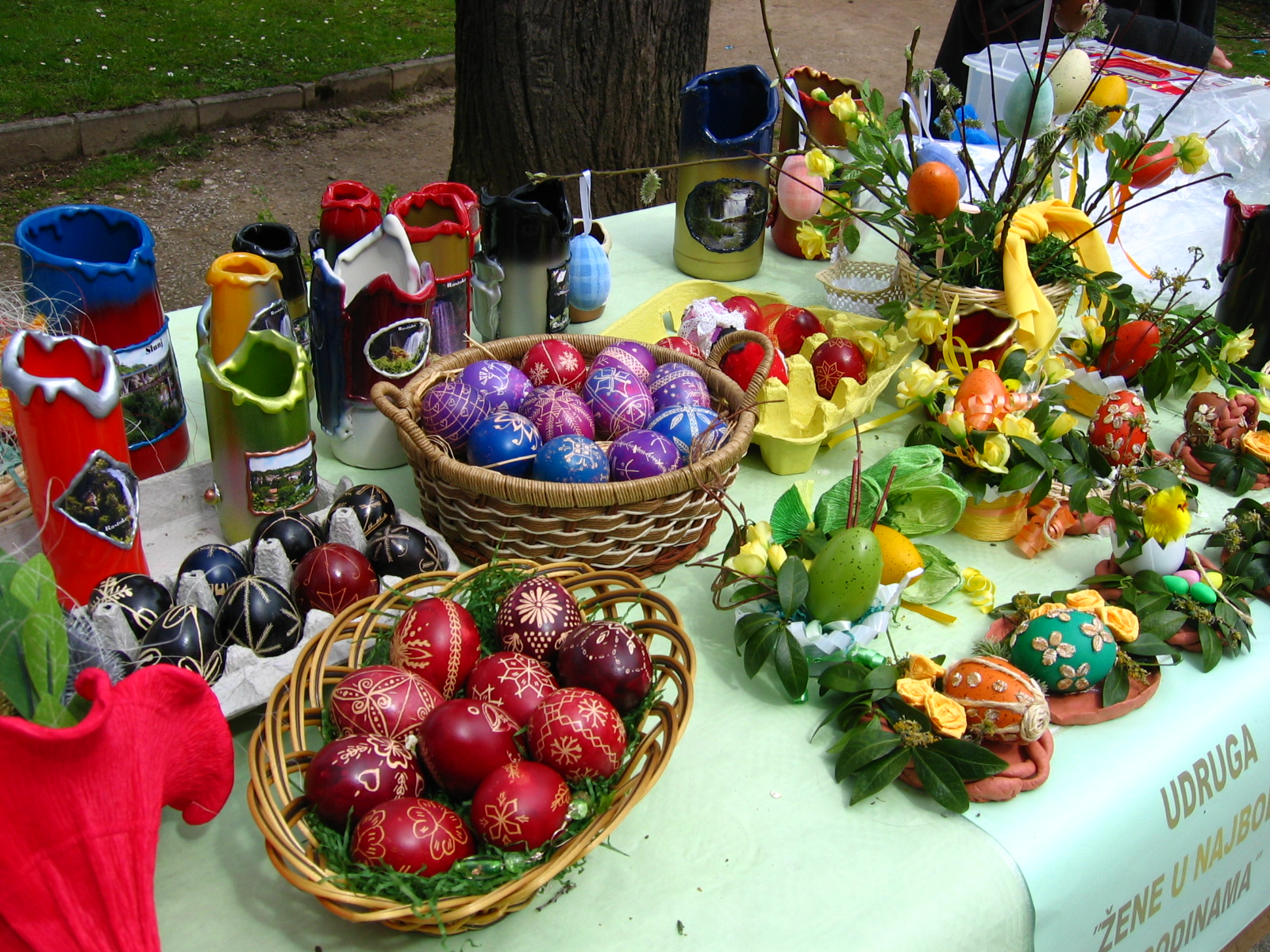
Traditionele paaseieren in Kroatië
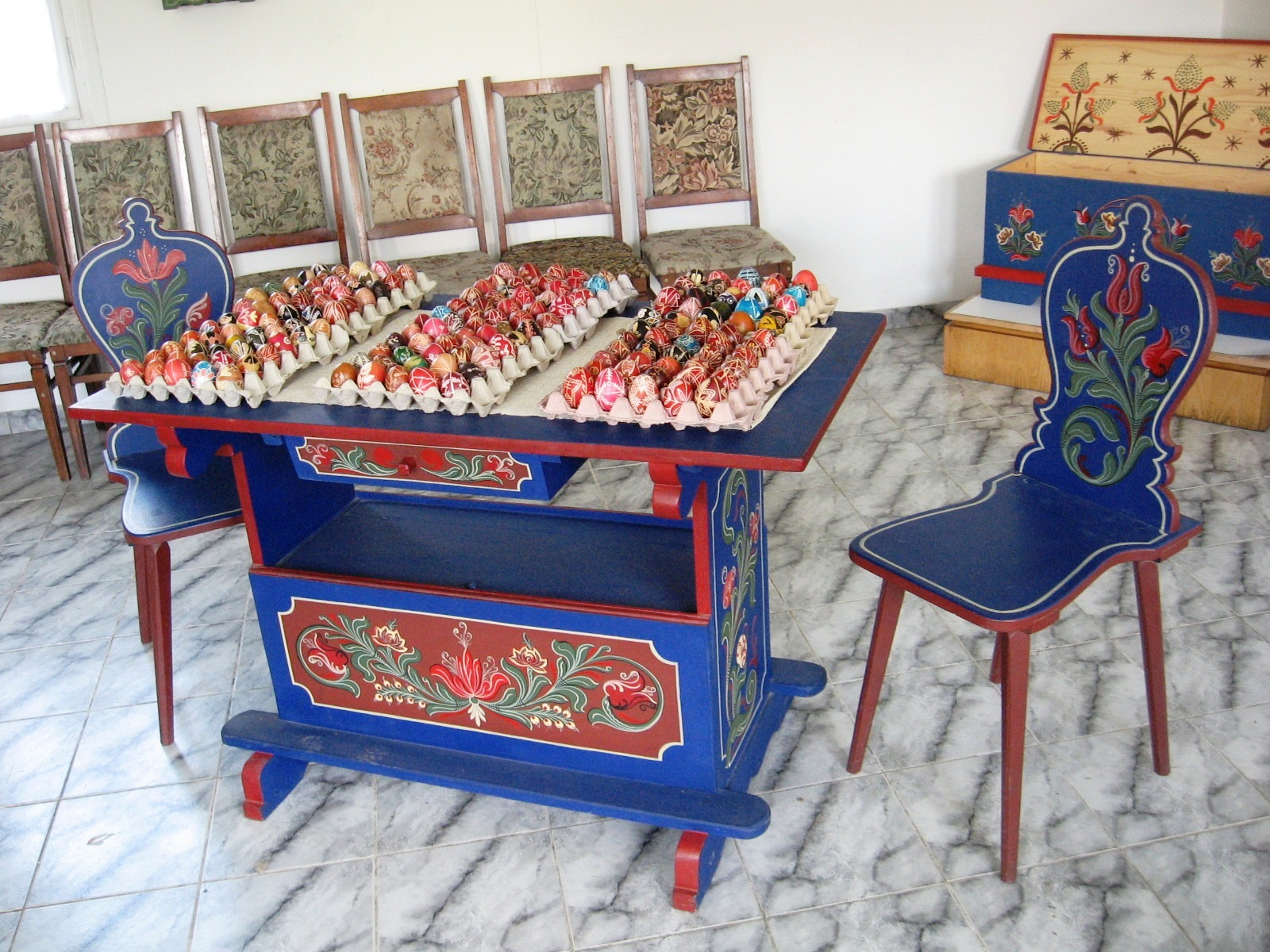
Paaseieren in een museum in Cernat, Roemenië
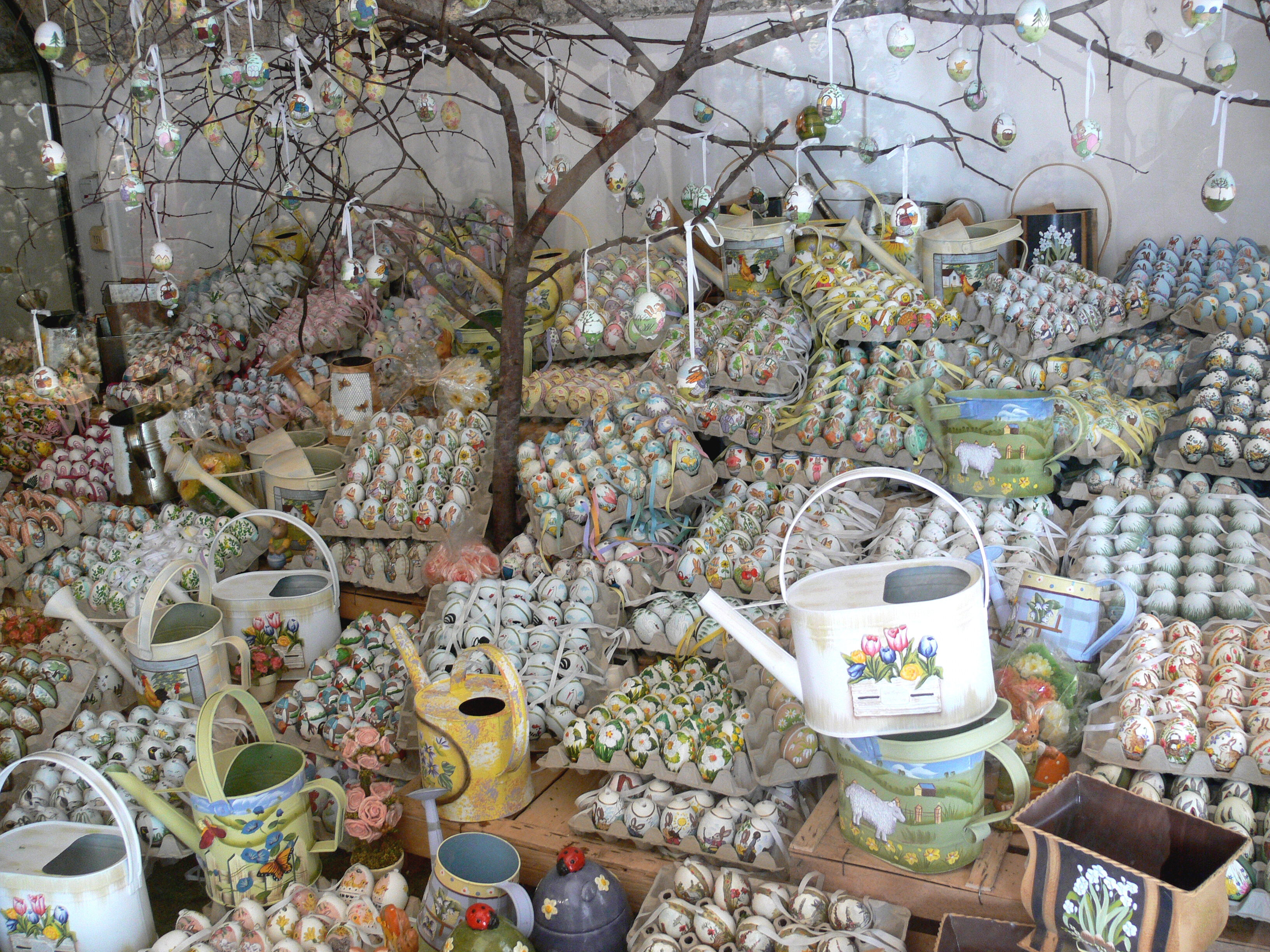
Paaseieren in een winkel in Salzburg, Oostenrijk

In de folklore van Overijssel worden madeliefjes tegen de eierschaal gedrukt en daarna omwikkeld met uienschillen, kranten en touw. De eieren worden gekookt, waarna de kleurstof uit de uienschillen in de eierschaal trekt. Op de plaatsen van de madeliefjes ontstaan afdrukken op de eierschaal. Na het koken wordt het ei uitgepakt en met boter ingesmeerd om het mooi te laten glanzen.

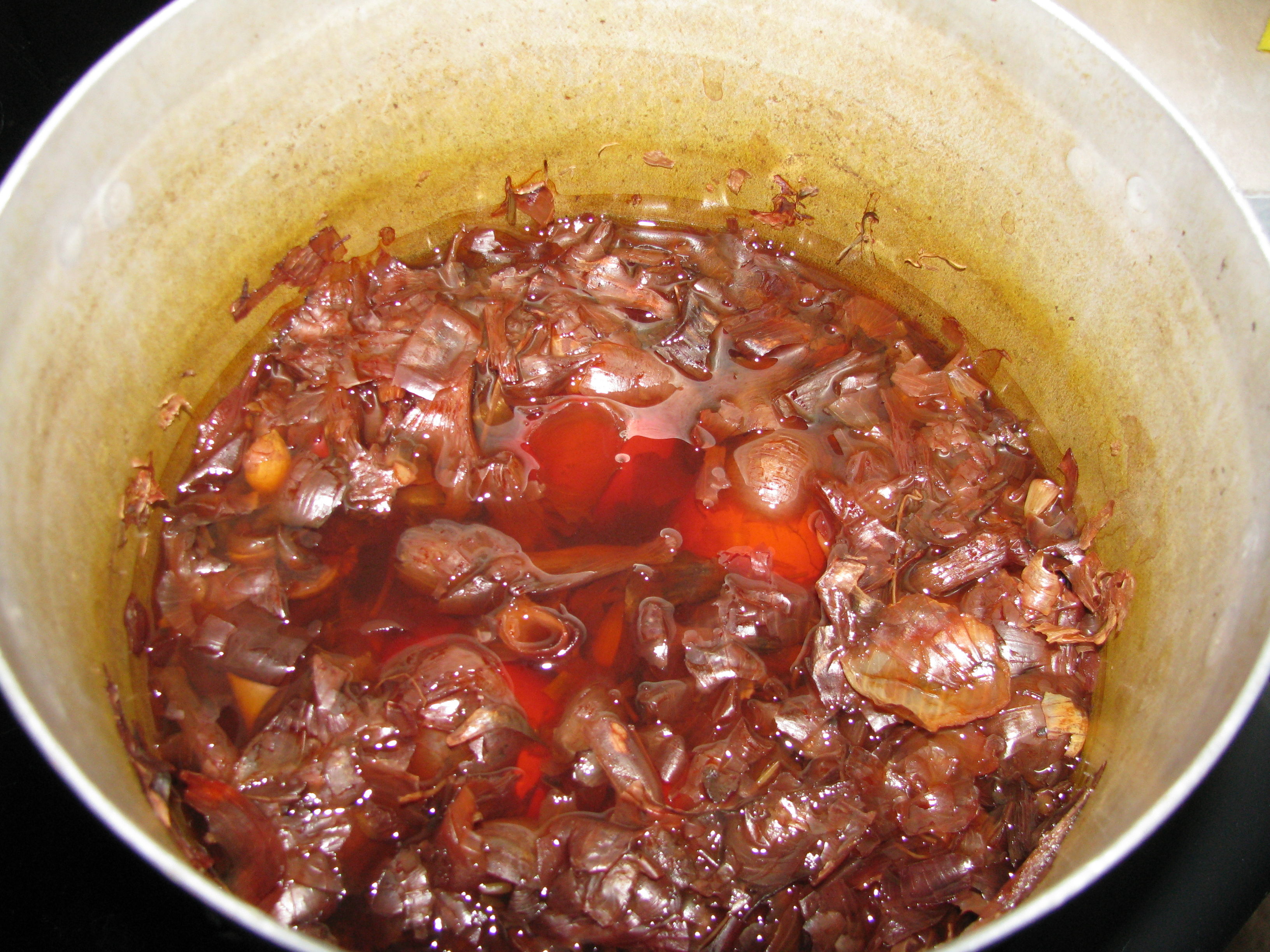
Eieren rood verven met uien, Wit-Rusland
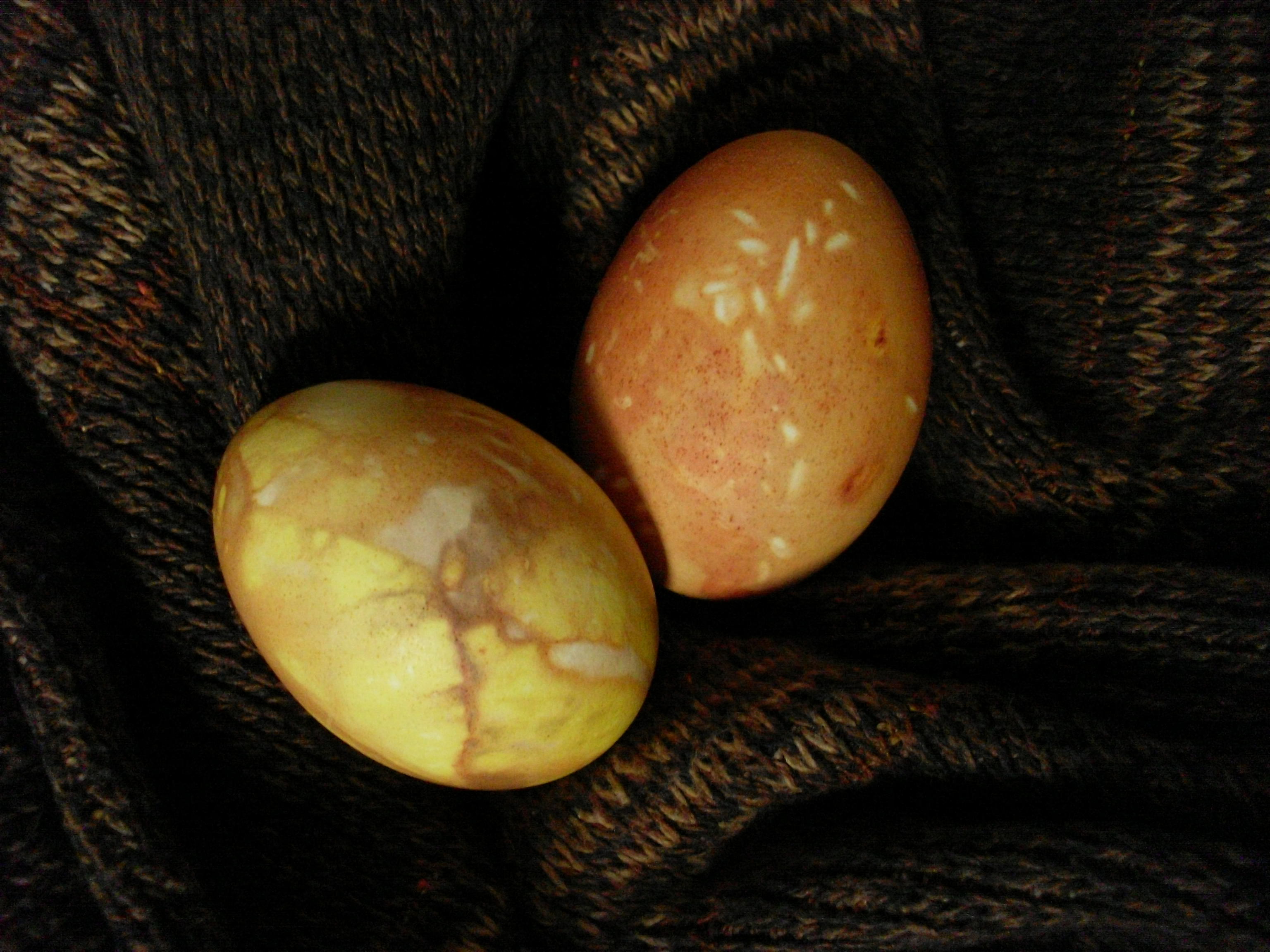
In Estland worden de eieren gekookt in de schil van een ui, met granen of rijst worden de versieringen gemaakt
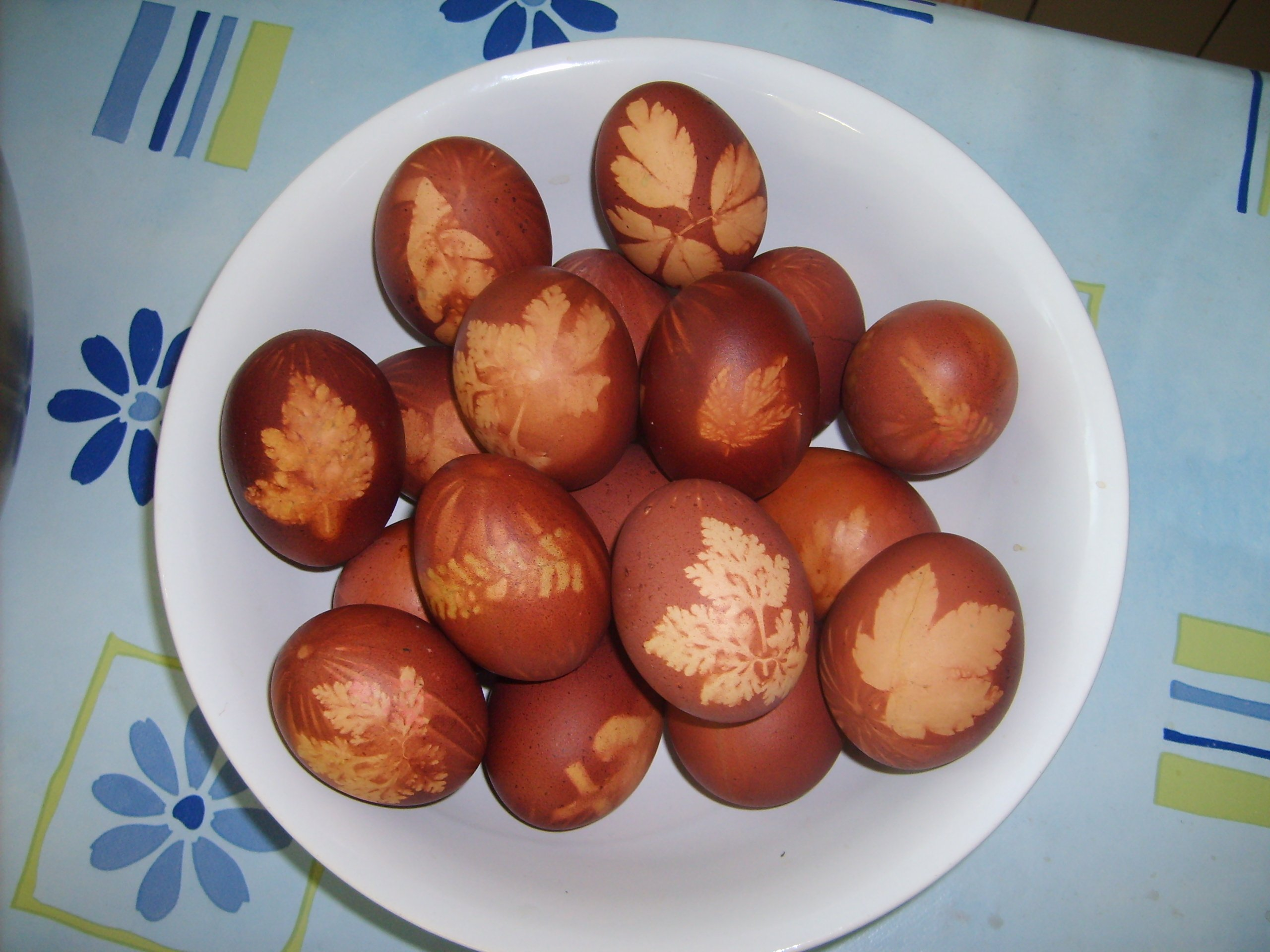
Rode eieren versierd met behulp van bladeren, België
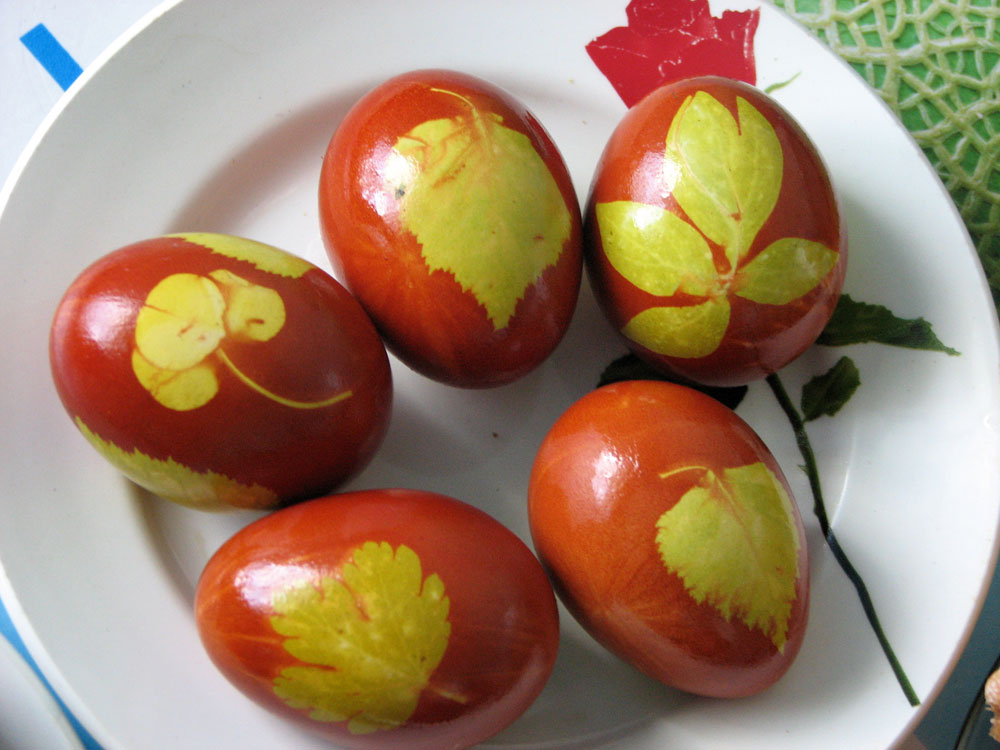
Paaseieren uit Rusland
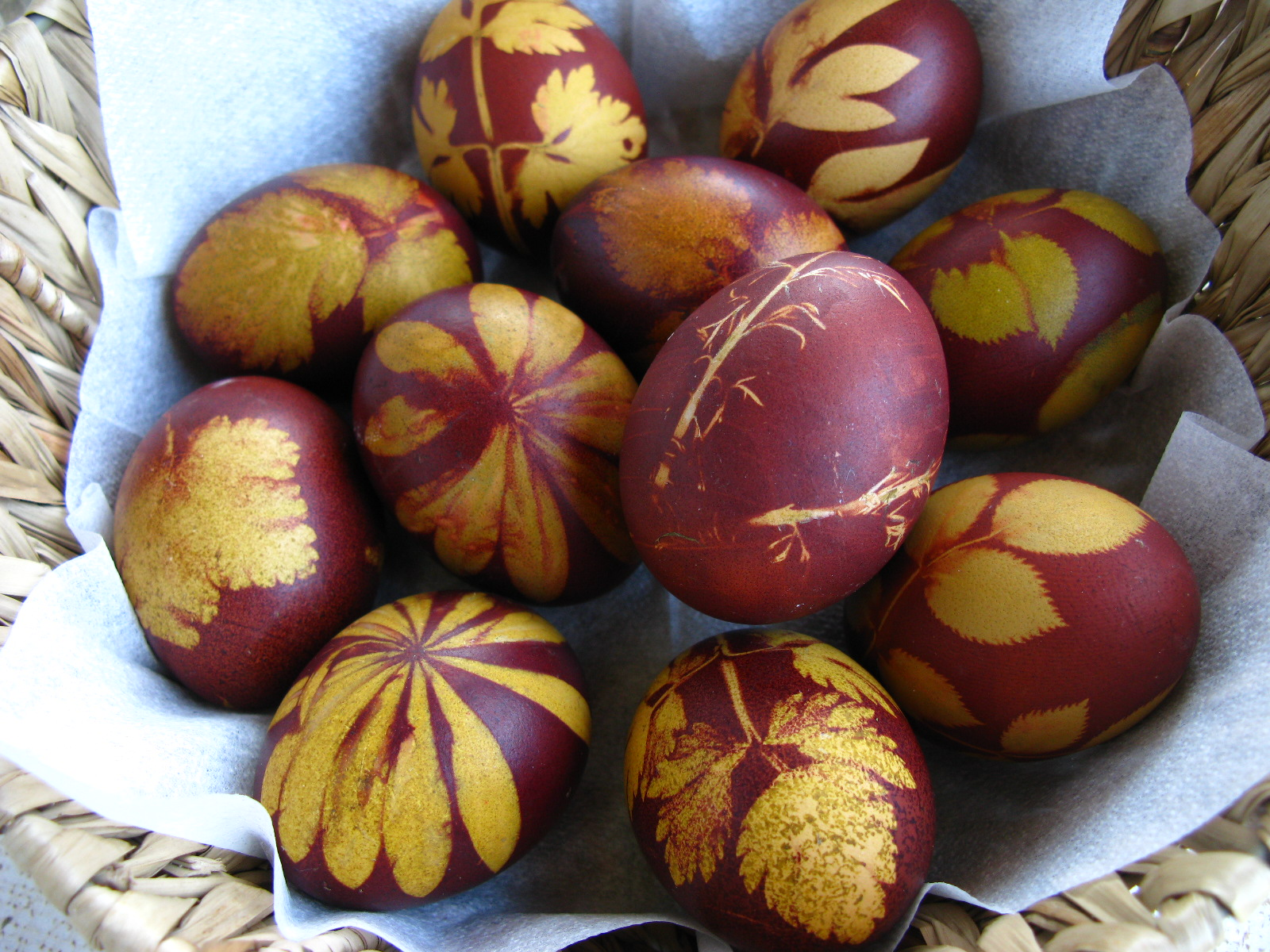
Paaseieren uit Slovenië
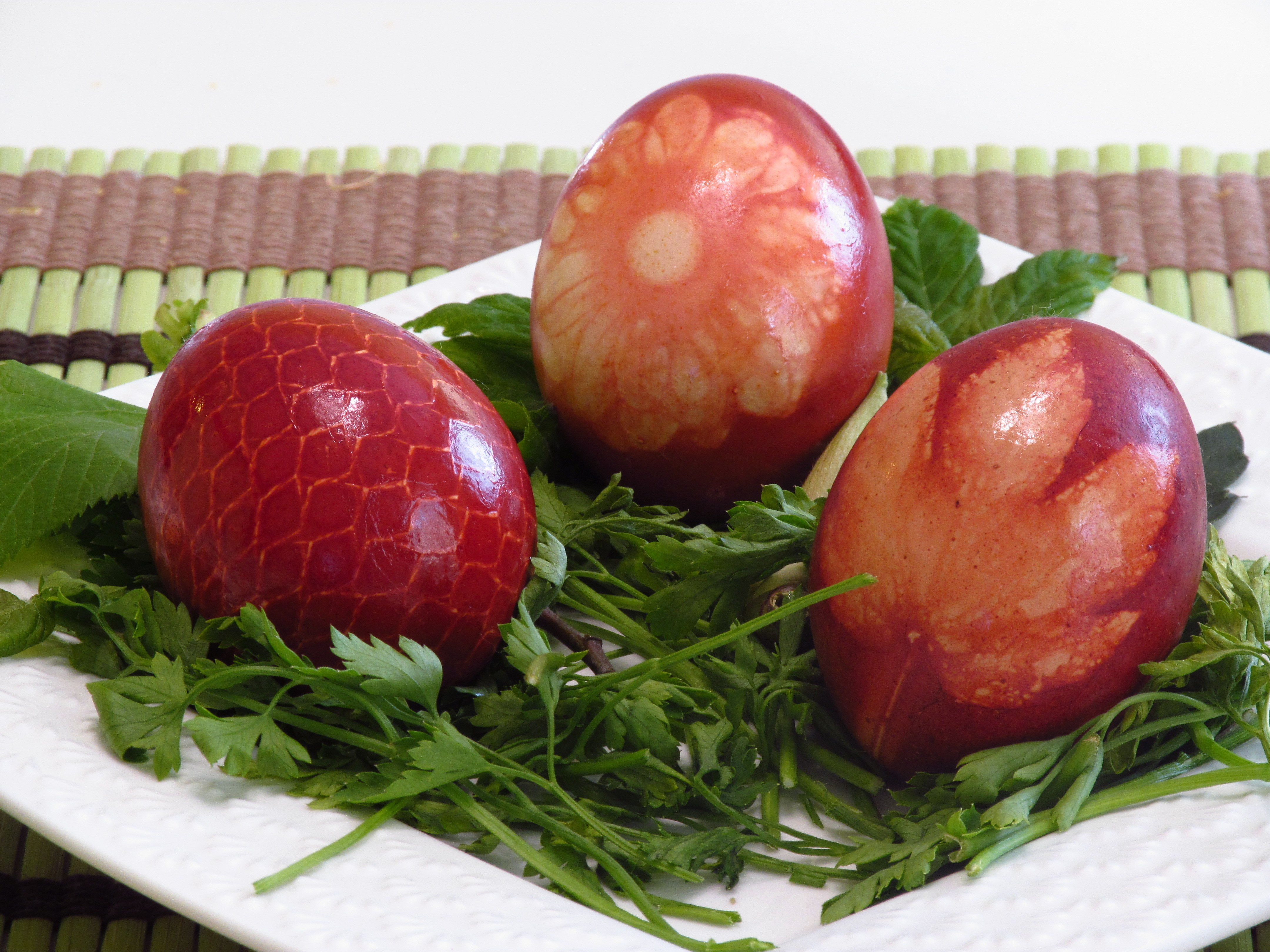
Paaseieren uit Servië

Fabergé creëerde uitbundig met juwelen versierde paaseieren voor de Russische tsaren: de Fabergé-eieren.

## Chocolade-eitjes
Met Pasen zijn er ook chocolade-eitjes verkrijgbaar in de winkel. Er bestaan grotere holle eieren in pure, melk- of witte chocolade, soms gevuld met kleine felgekleurde suikerbolletjes. Er is ook een groot assortiment aan kleine volle eitjes. Deze zijn er in vele smaken: zowel massief puur, melk en wit als gevuld, bijvoorbeeld met praliné, hazelnoot, marsepein, advocaat, gepofte rijst en allerlei crèmes met fruitsmaak, kokos, speculoos, karamel, koffiesmaak, vanillecrème enz. Vaak zijn de eitjes verpakt in een kleurig bedrukt stukje aluminiumfolie, dit zorgt ervoor dat de chocolade langer goed en glanzend blijft en minder makkelijk beschadigd wordt. Omdat elke fabrikant andere kleuren van aluminiumfolie per soort eitje gebruikt, worden er overzichtslijsten per merk gepubliceerd. Sommige fabrikanten proberen te zorgen voor herkenbaarheid, vaak gebruikt men een donkere kleur voor pure chocolade en een lichte wikkel voor witte. Kleine eitjes omhuld met een suikerlaagje worden kievitseitjes genoemd.

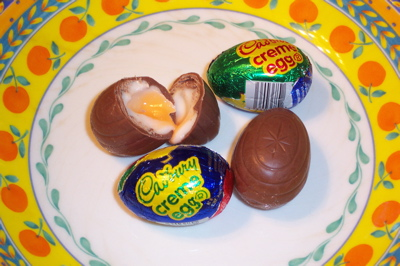
Chocolade eitjes met een vulling die op een eierdooier lijkt
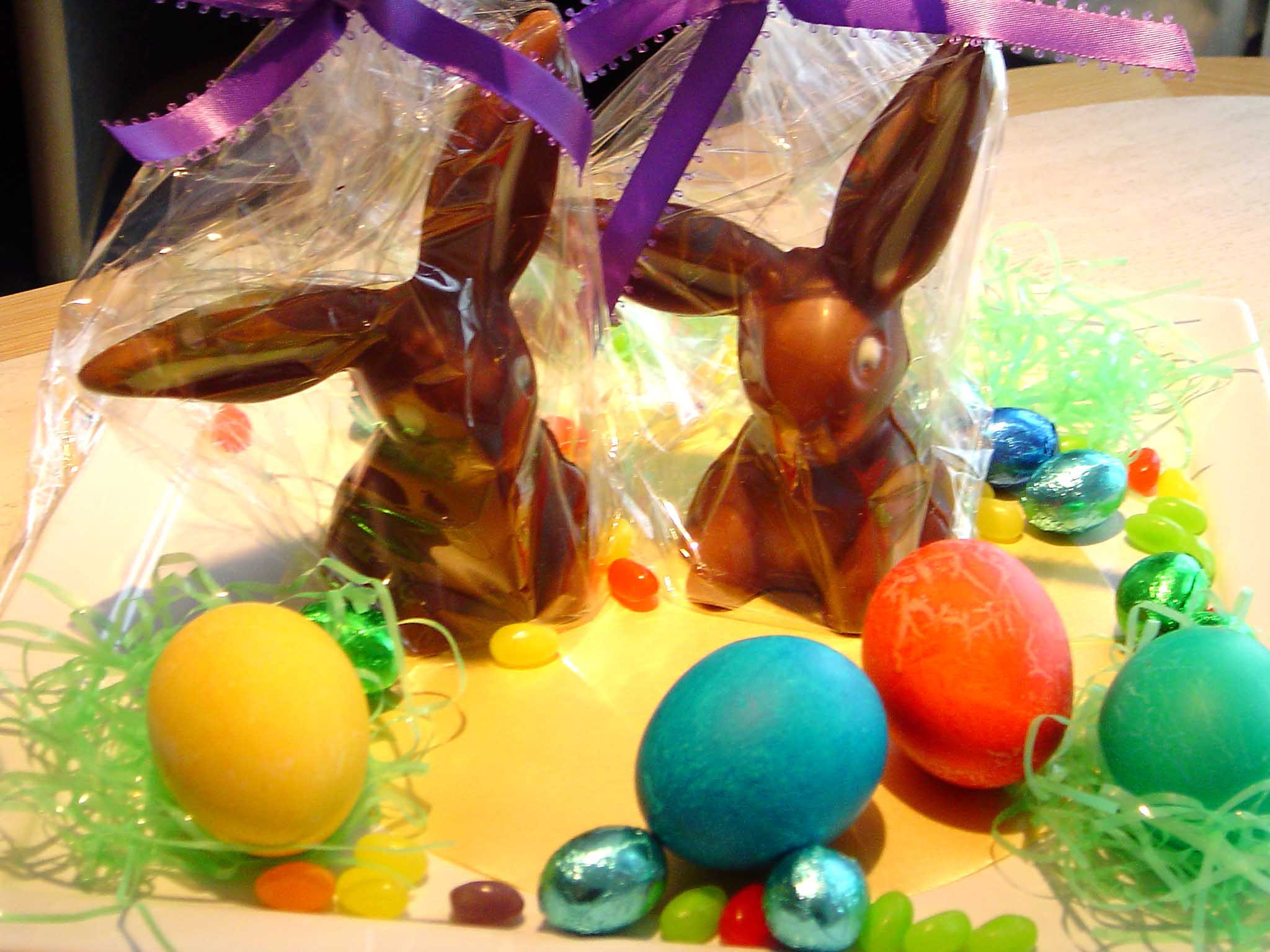
Paaseieren met chocolade-eitjes en hazen van chocola
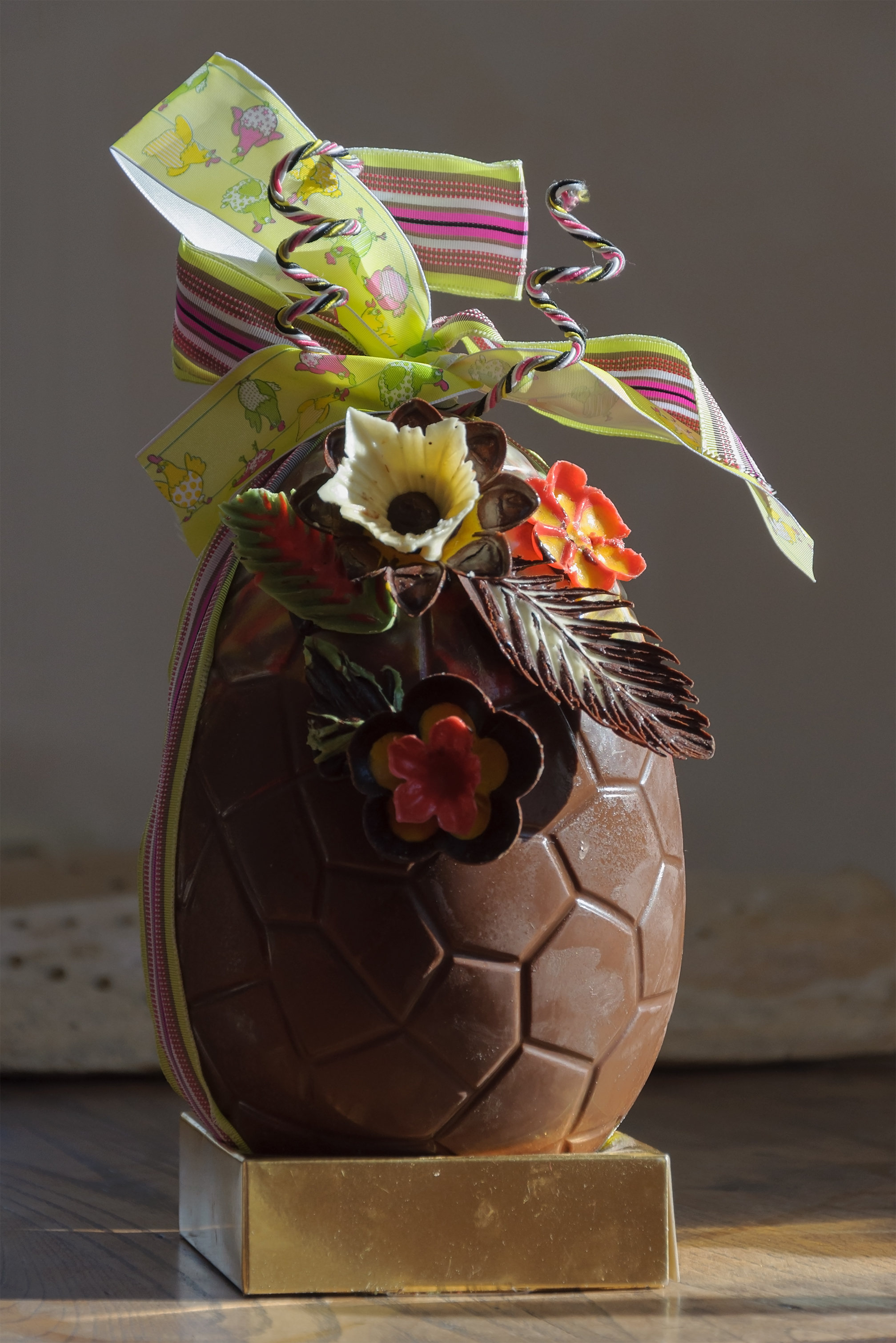
Chocolade ei in Frankrijk
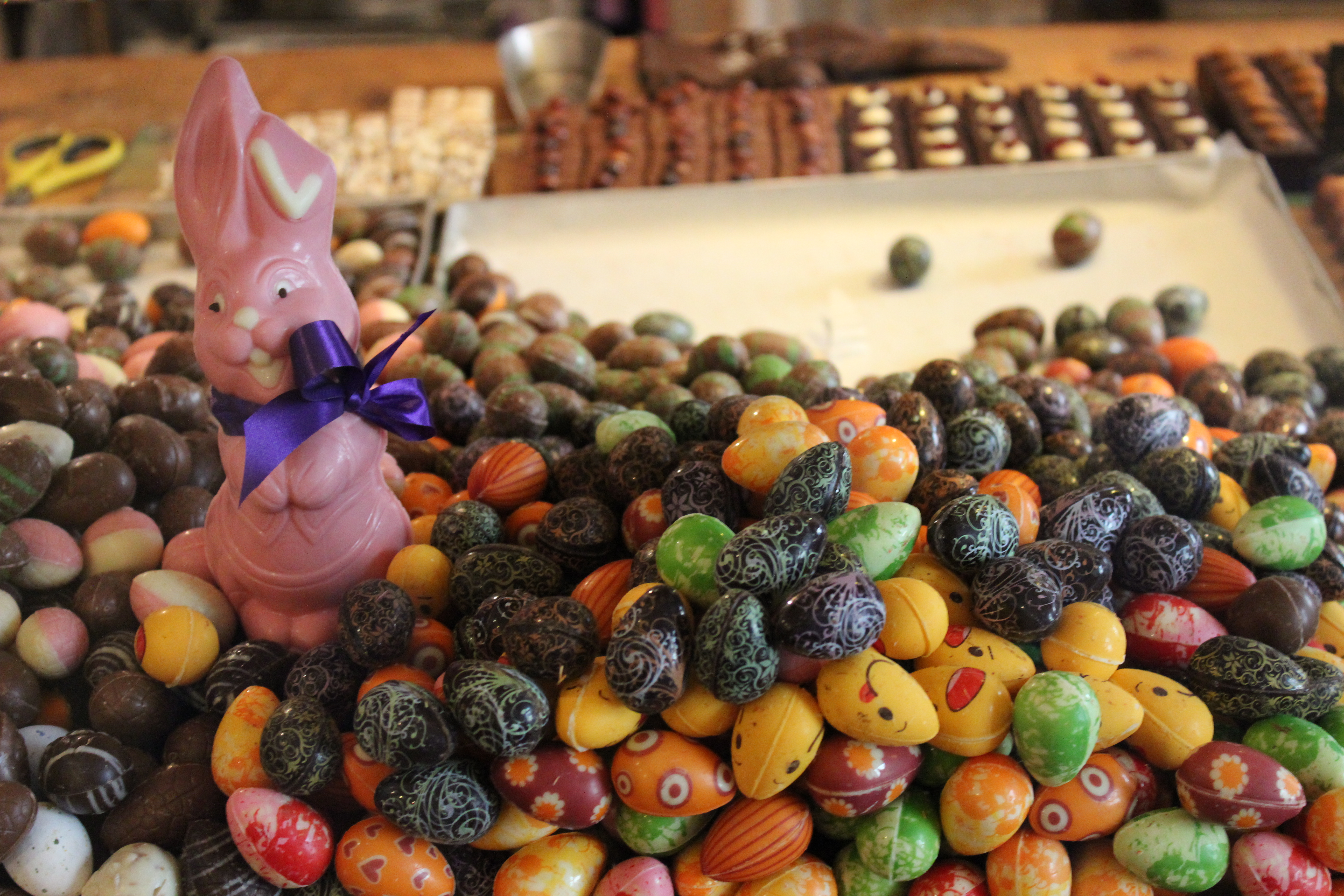
Chocolade eitjes in Luxemburg
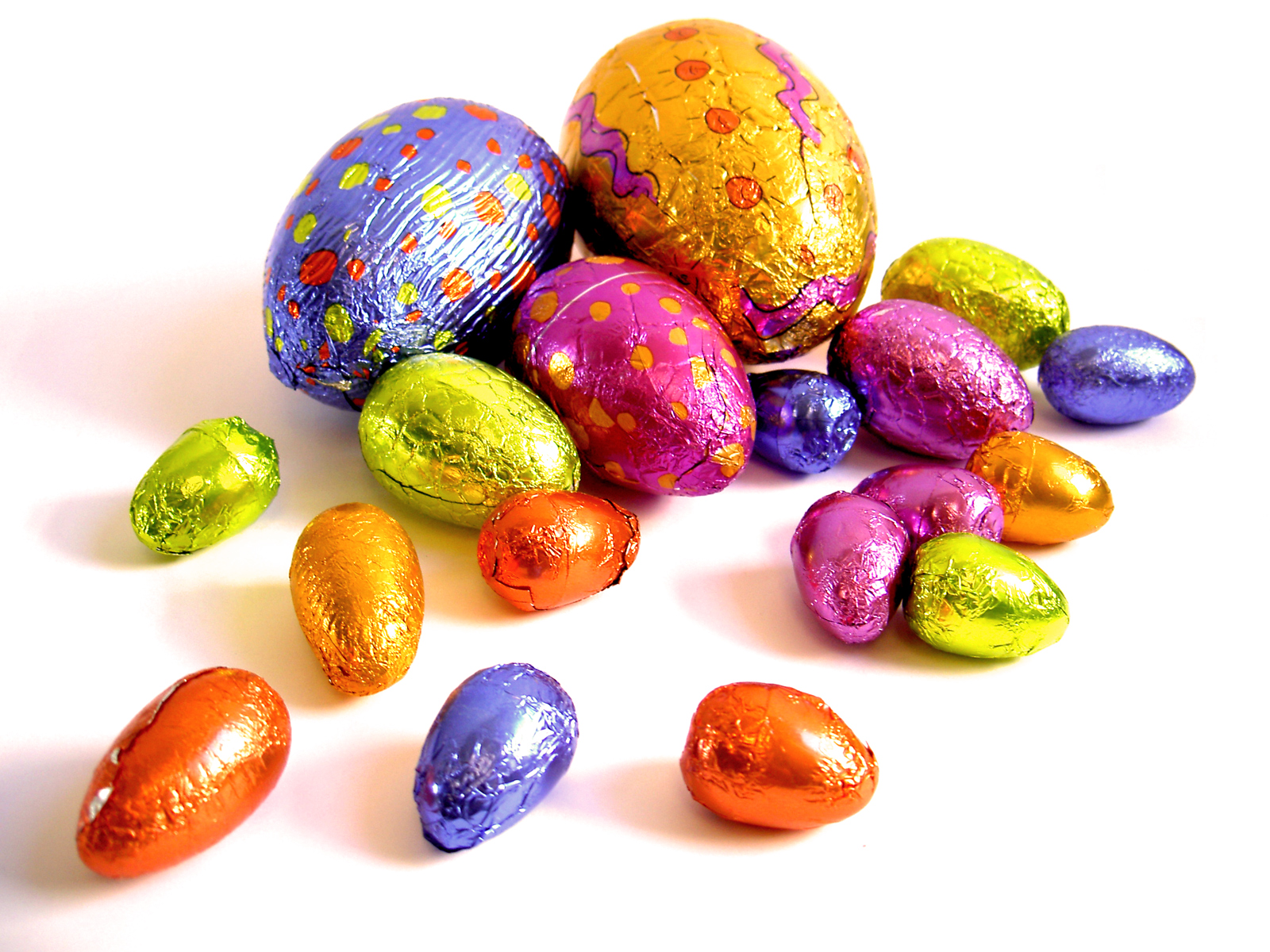
Chocolade eitjes
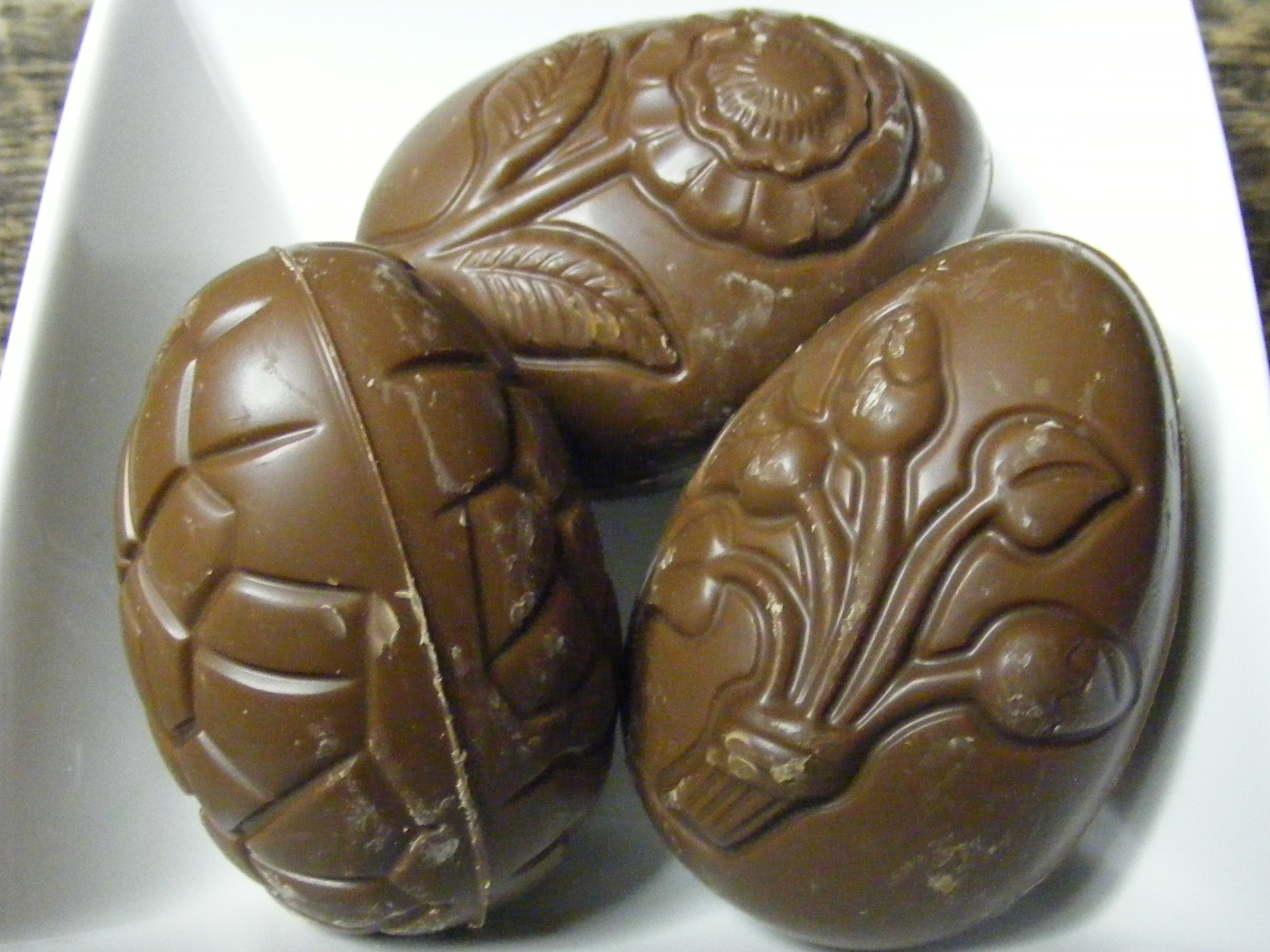
Chocolade eitjes

## Oorsprong

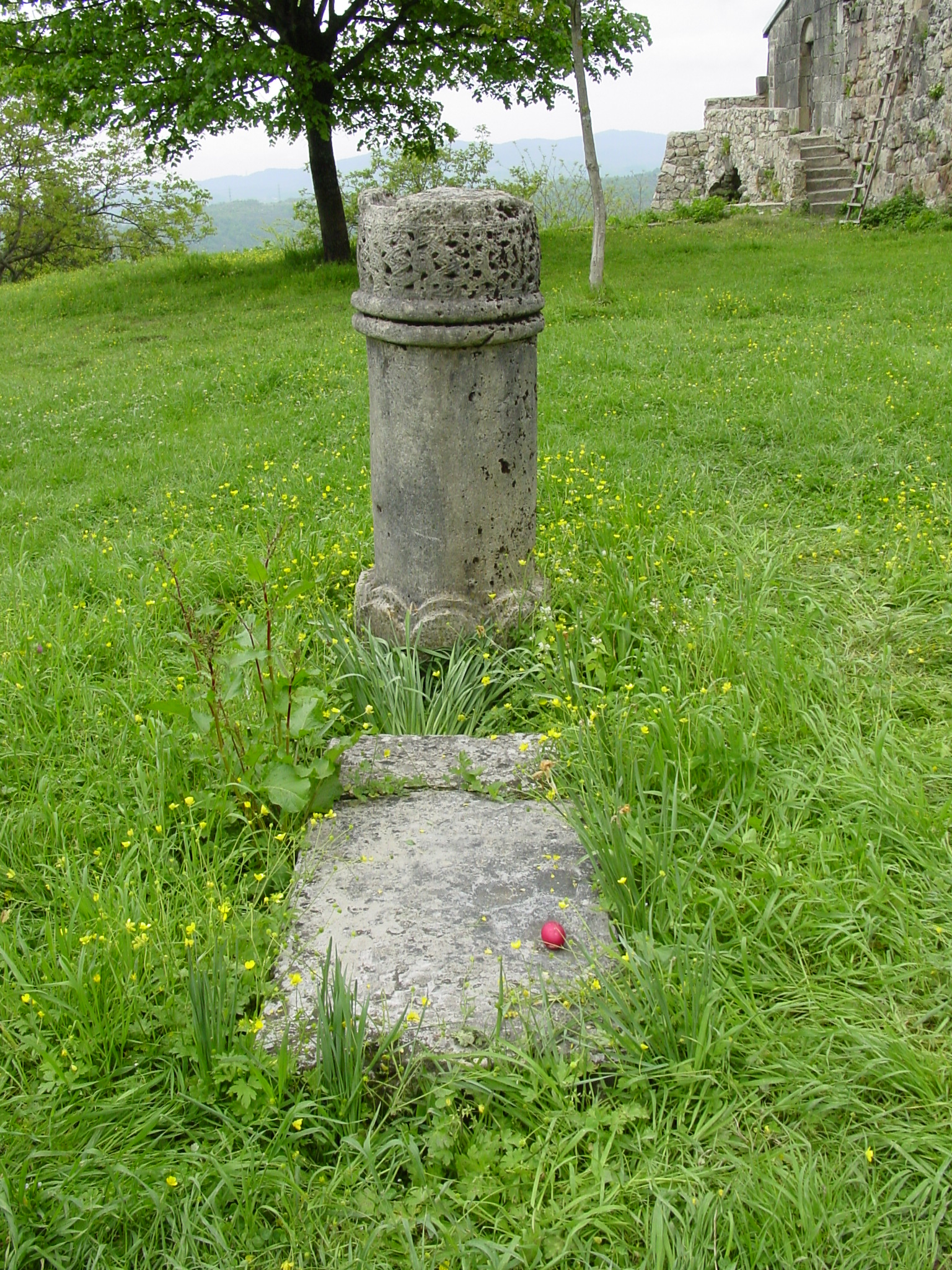
Het bloed van Jezus op een oud graf, gebruik met paaseieren in Georgië

De kerk zou Pasen over een heidens voorjaarsfeest heen hebben geplaatst, in een poging dit feest te kerstenen. Deze theorie rondom de Germaanse mythologie is opgekomen in de Romantiek. Tegenwoordig gaat men er echter van uit dat de kennis van die mythologie gebaseerd is op allerlei twijfelachtige reconstructies en speculaties. Veel van deze opvattingen zijn keer op keer klakkeloos overgenomen uit populaire publicaties, waarin dergelijke theorieën nog altijd worden vermeld, hoewel die door de serieuze wetenschap al lang zijn opgegeven.
Er is sprake van paaseieren in de christelijke traditie: bij de invoering van de vasten verbood de kerk om eieren te eten tussen Aswoensdag en Pasen. Deze eieren werden dan pas met Pasen opgegeten, waarbij de oudste eieren gebruikt werden om te versieren.

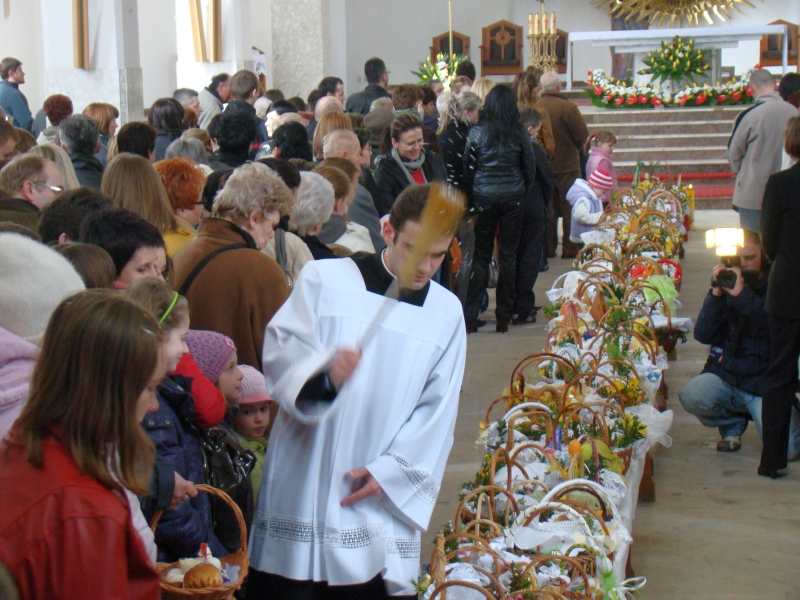
Het zegenen van de paasmanden op Stille Zaterdag, Polen

Sommige theorieën willen dat het paasei staat voor de steen van het graf van Jozef van Arimathea, waaruit Jezus Christus is verrezen. Katholieken brachten manden vol eieren naar de kerk om te laten zegenen.
Volgens de katholieke traditie worden paaseieren door de klokken van Rome geworpen. Alle klokken zijn volgens die traditie na het luiden tijdens het Gloria tijdens de Mis op Witte Donderdag naar Rome vertrokken om op Paaszondag de meegebrachte eieren uit te werpen. Een theorie wil dat protestanten het katholieke verhaal over de klokken niet wilden vertellen. Zij zouden de paashaas aan het verhaal hebben gehecht.

## Joodse traditie
In het joodse feest Pesach, waarin de uittocht uit Egypte wordt herdacht, wordt een hardgekookt en daarna gebraden ei neergelegd op de seiderschotel, een schotel die op de seideravond tijdens de vertelling over de uittocht uit Egypte op tafel staat, samen met onder meer drie matses en een gebraden botje van een lam. Het lamsbot verwijst naar het lamsoffer dat de joden de avond van de uittocht brachten. Het gebraden ei staat symbool voor het feestoffer dat met Pesach werd gebracht.

## Noroez

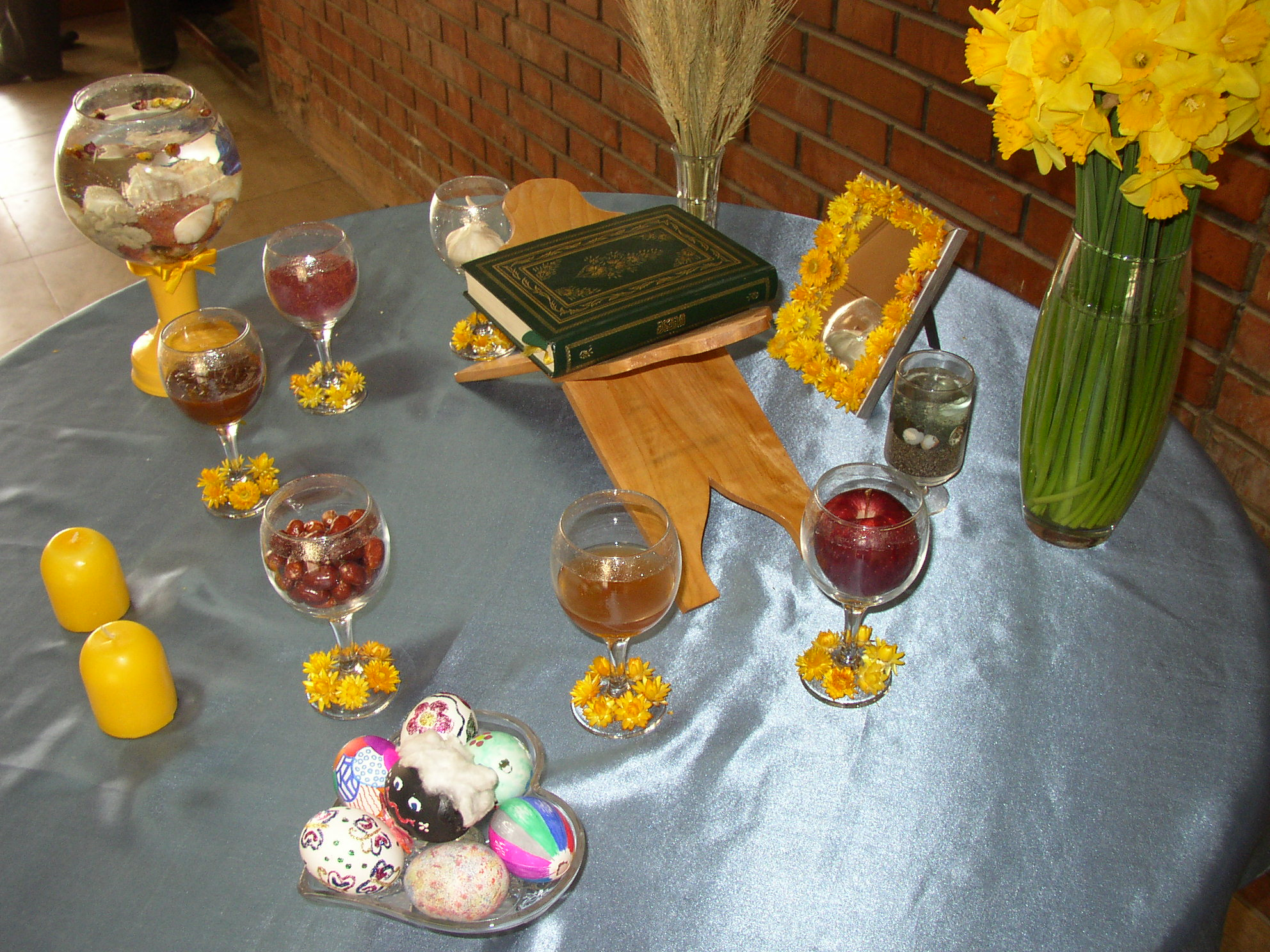
Versierde eieren als onderdeel van Haft Sin

Ook bij het lentefeest Noroez spelen versierde eieren een rol, ze zijn onderdeel van Haft Sin.

## Computerprogramma's
In computerprogramma's, op dvd's, op cd's en in boeken wordt de term Easter egg (Engels voor paasei) ook wel gebruikt om verborgen extra's aan te duiden. Men moet hierbij denken aan extra scènes op een dvd, of geheime berichten van een Unix command-prompt.